# Feindesliebe
Als Feindesliebe wird ein individuelles und soziales Verhalten bezeichnet, das Feindschaft und Hass durch Wohltaten für Feinde und den Verzicht auf Rache und Gewalt an ihnen zu überwinden sucht. Ziel dieses Handelns ist je nach Tradition die Versöhnung, das beiderseitige Glück und/oder dauerhafter Frieden miteinander.
Jesus von Nazaret hat nach dem Neuen Testament (NT) „Liebet eure Feinde“ geboten und damit das Gebot der Nächstenliebe (die ihrerseits Feindschaft und Hass überwinden soll) aus der Tora des Judentums ausgelegt. Der aus Jesu Gebot abgeleitete Begriff „Feindesliebe“ wird oft als Eigenheit des Christentums betrachtet. Gutes tun, Liebe, Vergebung und Gewaltfreiheit gegenüber Feinden haben jedoch auch in einigen anderen Weltreligionen große Bedeutung. Auch Philosophische Ethik kennt auf Überwindung von Feindschaft zielende Konzepte.

## Hinduismus

### Basistexte
Die ältesten Schriften des Hinduismus, die Veden (entstanden 1500–1200 v. Chr.) und Upanishaden (entstanden 700–200 v. Chr.), enthalten Ahimsa, das Prinzip des Nichtverletzens. Danach soll jede Gewalt in Taten, Worten und Gedanken gegen andere vermieden werden. Dies wird großenteils mit dem Gedanken der Einheit aller Lebewesen begründet, etwa Vers 6 aus Isa Upanishad: „Der alle Wesen im Selbst sieht und das Selbst in allen Wesen, hasst niemanden.“
Mahavira, der Gründer des Jainismus, radikalisierte Ahimsa um 550 v. Chr. zu einer Lebensform: Der menschliche Geist könne das Karma durch radikale Askese zum Erlöschen bringen, indem er keine Lebewesen töte, nicht einmal kleinste und schädliche, und jedem Wesen in Not helfe, wo und wie er kann. Dies versuchen die Jains (Mönche und Laien) im Alltag umzusetzen.
Zudem verlangt hinduistische Ethik, der Dharma, Nachsicht und Vergebung (Ksama). Das Epos Mahabharata (entstanden 400 v.–400 n. Chr.) nennt Ksama als höchste Tugend, setzt sie mit Brahman (der Weltseele) und der Wahrheit gleich und betont, davon hänge das Wohl der gegenwärtigen und zukünftigen Welt ab. Es fordert mehrfach dazu auf, erlittenes Unrecht nicht zu vergelten, etwa in den Worten des Weisen Markandeya: „Man soll niemals Falsches mit Falschem erwidern, sondern ehrenhaft gegen jene handeln, die einen unrecht behandelt haben.“
Im Lehrgedicht Bhagavad Gita (≈ 500–100 v. Chr.) erklärt der Gott Krishna dem menschlichen Helden Arjuna den Weg zur Erlösung durch begierdelose Aktivität (bhakti): „Wenn jemand weder Sinnesobjekten noch Handlungen verhaftet ist und allen Eigenwillen abgelegt hat, dann heißt es, dass er den Yoga erklommen hat… Bei Wohlgesinnten, Freunden, Feinden, Unbeteiligten, Vermittlern, Verabscheuenswerten und Verwandten, bei Guten ebenso wie bei Bösen zeichnet er sich durch gleichmütige Einsicht aus.“ Anlass ist Arjunas Weigerung, seine kriegsbereiten Verwandten zu töten, auch wenn er dabei sein Leben verlöre, da er davon kein Heil erwarte. Daraufhin verweist Krishna auf den unzerstörbaren, ewigen Wesenskern alles körperlichen Lebens und fordert Arjuna zum Kampf gegen die der Begierde Unterworfenen auf: Dies sei seine Pflicht und zugleich eine einmalige Chance zum Überwinden der Begierde (I–II). Zu den Gaben des Menschen mit göttlicher Veranlagung zählt er Furchtlosigkeit, Gewaltlosigkeit (Ahimsa), Wahrheit, Freisein von Groll, Entsagung, Frieden, keine üble Nachrede, Mitgefühl mit den Geschöpfen, Freiheit von Feindseligkeit, keine Überheblichkeit haben (XVI). Jan Rohls zufolge wird damit die Liebe zum Feind der Lust am Töten im Krieg, aber auch einer selbstsüchtigen Weigerung übergeordnet, für die Wahrheit des Dharma zu kämpfen.
Das hinduistische Nationalepos Ramayana (entstanden 400 v.–200 n. Chr.) schildert das beispielhafte Mitgefühl des Gottes Rama, einer Inkarnation Vishnus, mit seinen Widersachern in vielen Legenden und Anekdoten. So habe er einen entwaffneten Gegner nicht getötet und ihm so bewaffnete Wiederkehr ermöglicht. Eine andere Gottheit preist ihn daher: „Du, der du deine Feinde liebst!“

### Mohandas Gandhi
Mohandas Gandhi studierte als Jugendlicher bei dem Jain Shrimad Rajchandra und nahm sich im Mahabharata den selbstlosen König Harishchandra (der Besitz, Macht, Familie und eigenes Leben für die Wahrheit zu opfern bereit war) zum Vorbild. Als Leitlinie seines Lebens zitierte er später das Schulbuchgedicht von Shamal Bhatt mit der Schlusszeile: But the truly noble know all men are one and return with gladness good for evil done.
Als Gandhi 1888 Jesu Gebot des Gewaltverzichts und der Feindesliebe (Mt 5,38–48 ) kennenlernte, fand er darin unmittelbare Bestätigung seiner Überzeugung. Dass Jesus der einzige Sohn Gottes sei, der alle Sünde durch seinen stellvertretenden Tod getragen habe, lehnte er jedoch entschieden ab. Er sagte später: „Wäre ich nur mit der Bergpredigt und meiner Deutung derselben konfrontiert, würde ich nicht zögern zu sagen: Oh ja, ich bin Christ.“
1894 las und begrüßte Gandhi Leo Tolstois Werk Das Himmelreich in euch, das Pazifismus und gewaltfreien Widerstand gegen die Leibeigenschaft in Russland mit Jesu Gebot der Feindesliebe begründet. Tolstoi bestärkte Gandhi seit 1903 mit Briefen im gewaltfreien Widerstand gegen rassistische Staatsgesetze in Südafrika, etwa mit dem Brief vom 20. September 1909: Jesus habe Liebe als Zusammenfassung der Tora gelehrt und mit seinem Gewaltverbot vorausgesehen, dass seine Lehre verfälscht werden würde. Die von wachsender Gewalt geprägte Christentumsgeschichte widerspreche seiner Lehre fundamental, so dass Gandhis gewaltfreier Widerstand das aktuell für die ganze Welt wichtigste Werk sei.
Gandhi verstand Ahimsa als unbedingten Verzicht auf negative Taten und Gedanken gegenüber feindlichen Menschen und tätige Sorge für ihr Wohlergehen. Er sprach daher von Love-Ahimsa, unendlicher Selbsthingabe, im Sinne des NT-Begriffs der Agape wie folgt:

„In seiner positiven Form bedeutet Ahimsa die umfassendste Liebe, die größte Wohltätigkeit. Wenn ich Ahimsa befolge, muss ich meinen Feind oder einen Fremden so lieben, wie ich meinen falsch handelnden Vater oder Sohn lieben würde. Dieses aktive Nichtverletzen schließt notwendig Wahrheit und Furchtlosigkeit ein.“

Dies bedeute keine bloß passive Hinnahme von Unrecht und Leid: „Im Gegenteil, die Liebe als aktive Qualität von Ahimsa verlangt, dem Übeltäter zu widerstehen, indem man sich von ihm lossagt, mag es ihn auch beleidigen oder seelisch oder körperlich treffen.“ In Liebe wurzelnder Gewaltverzicht sei keine Apathie oder Hilflosigkeit gegenüber Fehlverhalten, sondern biete eine wirksamere Abhilfe dafür an als grobe Gewalt. Liebe resigniere nicht gegenüber Bosheit, sondern baue aktiv kämpfend eine geistige und moralische Opposition gegen Immoralität auf. Sie mache das Schwert des Tyrannen stumpf, indem sie seine Erwartung physischer Gegenwehr enttäusche. Da Terror und Gewalt der Unterdrücker real seien, sei es die Pflicht jedes Einzelnen, dieser Realität mit aller Macht zu widerstehen: also nicht mit Vergeltung, sondern dem exakten Gegenteil dazu, nämlich Nicht-Gewalt und Wahrheit. Diese Seelenkraft beinhalte, Leiden, Verletzungen und sogar den Tod bewusst und freudig auf sich zu nehmen, um so die Chancen der Gewalt und Zerstörung zu verringern.
Seit 1907 nannte Gandhi diesen gewaltfreien Widerstand „Satyagraha“, um mit dieser Bezeichnung das aktive Ergreifen (Sanskrit: graha) der Wahrheit (satyam) mit dem bewussten Annehmen von gewaltsam zugefügtem Leid bis hin zum Selbstopfer (tapasya) zu verbinden. Er übte „Wahrheitskraft“ auch im eigenen Umfeld und gegen sich selbst.
Der hinduistische Philosoph Aurobindo Ghose kritisierte um 1906 Gandhis Konzept: Hass und Feindschaft durch Liebe zu überwinden sei nur Einzelnen, nicht der Masse möglich. Von Massen zu verlangen, ihre Feinde oder Unterdrücker zu lieben, ignoriere die menschliche Natur. Nach der Bhagavad Gita seien Kampf und Aggression für ein gerechtes Ziel eine moralische Pflicht. Nur unprovozierte Gewalt sei unmoralisch.
Dagegen deutete Gandhi die Rahmenhandlung der Gita, die er bis 1926 in seine Heimatsprache Gujarati übersetzte, als Allegorie des innerseelischen Kampfes zwischen Gut und Böse. Sie lehre nicht den Krieg, sondern dessen Vergeblichkeit. Ihr Konzept des vollkommenen Menschen widerspreche allen Regeln der Kriegskunst. Ihr Thema sei Selbstverwirklichung durch aktive Entsagung von allem Begehren (renunciation of fruit) und Hingabe an Gott, die Wahrheit. Begierdelosigkeit sei gleichbedeutend mit Gewaltfreiheit (Ahimsa). Diese Lehre als bekannt voraussetzend, komme es der Gita darauf an, den täglichen, praktischen Kampf des nach Wahrheit Strebenden gegen seine Begierden zu lehren. In 40 Lebensjahren habe er gelernt, dass vollkommene Entsagung ohne Ahimsa unmöglich sei.
Bloß passive Leidenshinnahme sah Gandhi als christliche Fehldeutung von Feindesliebe. Solange Hindus, Muslime und Christen angeblich unüberwindliche Hindernisse in Lehren Andersgläubiger betonten, erklärte er 1925, hätten sie Jesu Botschaft nicht verstanden: But I must say that so long as we do not accept the principle of loving the enemy, all talk of world brotherhood is an airy nothing. („Solange wir das Prinzip der Feindesliebe nicht akzeptieren, ist alles Gerede von Weltbruderschaft ein luftiges Nichts.“)
Gandhis Weg überwand die langjährige britische Kolonialherrschaft und erreichte bis 1947 Indiens nationale Unabhängigkeit. Ein Durchbruch dazu war der Salzmarsch von 1930, bei dem Gandhis Anhänger brutale Schläge britischer Soldaten erlitten, ohne zurückzuschlagen. Ein weiterer Durchbruch war der Boykott der britischen Textilimporte, den Gandhi als Befreiung der Unterdrücker von der Ausbeutung der Unterdrückten verstand. Davon versuchte er die wegen des Boykotts arbeitslos gewordenen britischen Textilarbeiter in Lancashire durch direkte Ansprache zu überzeugen. Nur wenn er in intensiver Selbstprüfung Gottes eindeutige Nötigung dazu empfand, begann er ein unbefristetes „Fasten bis zum Tode“, dessen Ausgang er als Gottes Urteil über seinen Weg verstand: so 1932 gegen ein gesondertes Wahlrecht für die Unberührbaren und 1947 gegen die bürgerkriegsartige Gewalteskalation zwischen Muslimen und Hindus nach den Unruhen in Kalkutta 1946. Beide Aktionen hatten Erfolg.
Gandhi wurde durch den Hindu-Nationalisten Nathuram Godse ermordet, der Gewalt gegen Andersgläubige, die er als Feinde betrachtete, als religiöse Pflicht ansah und Gandhis Verständigungskurs zwischen Hindus und Muslimen nach der Gründung Pakistans durch den Mord beenden wollte. Gandhi hatte einen gewaltsamen Tod bewusst riskiert.

## Buddhismus

### Basistexte
In Buddhas Lehre (entstanden um 500 v. Chr.) ist das Überwinden von Feindschaft und Leid, das Entwickeln von Toleranz und Mitgefühl für alle Lebewesen zentral. So heißt es im Dhammapada aus dem Palikanon (Verspaar 3–5):

„Er schmähte mich, er schlug mich, er besiegte mich mit Gewalt: Wer so denkt, der wird die Feindschaft nicht besiegen.
 Er schmähte mich, er schlug mich, er besiegte mich mit Gewalt: Wer so nicht denkt, der wird Feindschaft besiegen.
 Denn Feindschaft kommt durch Feindschaft zustande; durch Freundschaft kommt sie zur Ruhe; dies ist ein ewiges Gesetz.“

In Vers 223 heißt es als Summe aus dem Vorangegangenen:

„Besiege (erobere) Zorn durch Liebe.
 Besiege Böses durch Gutes.
 Besiege Anhaftendes (am Eigenen Festhaltendes) durch Geben.
 Besiege den Lügner durch die Wahrheit.“

Diese Lehre ist im Kontext der Beispielgeschichte das Vermächtnis eines sterbenden Herrschers an seinen Sohn, der die Exekution seiner Eltern mitansieht und später inkognito vom Täter, einem gegnerischen König, adoptiert wird. Eines Tages zieht der junge Mann sein Schwert, um den Tod seiner Eltern am schlafenden König zu rächen. Als dieser erwacht, fleht er um Gnade; doch der Sohn bittet ebenfalls für sich um Gnade, da das Ziehen des Schwertes gegen den König todeswürdig sei. Beide vergeben einander, und der Sohn erläutert: Hätte er den Mörder seiner Eltern getötet, so hätten dessen Freunde ihn ebenfalls getötet, und der Hass wäre nie erloschen. So aber habe Liebe den Hass zum Erlöschen gebracht.
In der „Lehrrede über Missbrauch“ sagt der Buddha:

„Wenn ein Mann mich törichterweise falsch behandelt, werde ich ihm den Schutz meiner neidlosen Liebe zurückgeben;
 je mehr Böses von ihm kommt, umso mehr Gutes wird von mir ausgehen;
 der Duft der Güte kommt immer zu mir, und die verletzende Luft des Bösen geht zu ihm.“

Das Suttanipata betont das grenzenlose, gütige Wohlwollen (Metta) und Mitgefühl (Karuna) allen Lebewesen gegenüber, das völlige Freisein von Hass, Feindschaft, Gewalt und Übelwollen als Meditations- und Verhaltensziel:

„Voll Güte zu der ganzen Welt
 Entfalte ohne Schranken man den Geist:
 Nach oben hin, nach unten, quer inmitten,
 Von Herzens-Enge, Haß und Feindschaft frei!“

Entscheidend dafür ist die Erkenntnis der Ursachen von Hass, Gewalt und Feindschaft, nämlich ihrer wechselseitigen Entstehung (paticca samuppada): Weil alles Leben miteinander vernetzt sei, verletze jeder, der andere verletzt, sich selbst. Umgekehrt fördere jeder, der anderen Gutes tut, sein eigenes Glück.
Als radikales Beispiel für das Ideal buddhistischer Feindesliebe gilt das „Sägegleichnis“. Darin erzählt der Buddha vom provozierenden Verhalten einer Dienerin, die erproben wollte, ob ihre Herrin wirklich sanftmütig oder aber innerlich voller Zorn sei. Als die Herrin sie schließlich aus Zorn blutig schlug, habe sie ihren bisherigen guten Ruf und ihr Lebensglück verloren. Daraus wird gefolgert: Es komme unter allen Umständen auf das Bewahren von Sanftmut und Mitgefühl an, sogar dann, wenn einem jemand Gliedmaße für Gliedmaße mit einer Säge abtrenne. Daher sei unbedingt einzuüben: „Unser Geist wird unbeeinträchtigt bleiben, und wir werden keine bösen Worte äußern; wir werden in Mitgefühl für ihr Wohlergehen verweilen, mit einem Geist voll liebender Güte, ohne inneren Hass.“

### Auslegungen
Die Vertreter der Hauptrichtungen des Buddhismus, des Theravada und Mahayana, üben Güte, Mitgefühl und Achtsamkeit mit dem Ziel der Erleuchtung durch Meditation und soziales Engagement. Ihre Meditationsübungen beziehen persönliche Feinde ein, um ihnen dasselbe Wohlwollen zukommen zu lassen wie Verwandten und Freunden. So empfahl Buddhaghosa im Visuddhi Magga (≈ 400) das Meditieren über die negativen Folgen von Hass, ein Unterscheiden der Adressatengruppen, denen die Güte zukommen soll, und deren abgestufte Entfaltung vom eigenen Selbst über den geliebten Freund, den Gleichgültigen und Ungeliebten bis zum Feind.
Trotzdem verlangten manche Buddhisten in Japan notfalls auch Zwangsmethoden zur Konversion von als Häretikern betrachteten Andersgläubigen in und außerhalb des Buddhismus (Shakubuku), konnten sich damit aber nicht durchsetzen.
Seit dem frühen 20. Jahrhundert beschreiben manche Autoren Feindesliebe als gemeinsames Merkmal von Buddhismus und Christentum. Der Indologe Richard von Garbe zählte Feindesliebe 1914 zu den realen, historisch unabhängig voneinander entstandenen Parallelen beider Religionen, deren Lehren ansonsten prinzipielle Gegensätze seien. Daisetz Teitaro Suzuki, japanischer Vertreter des Zen-Buddhismus, sah Buddha und Jesus seit 1907 als geistesverwandt: Beide hätten der Botschaft der Liebe gegenüber religiösen Institutionen ihrer Zeit Bahn gebrochen. Er kritisierte 1960 jedoch das christliche Konzept der Feindesliebe, weil es Gott und den Feind als Gegenüber betrachte, also einen Dualismus von Ich und Du voraussetze. Dagegen existiere der Feind im Verständnis des Zen gar nicht; Liebe sei total, nicht nur Anteilnahme am Anderen. Die christlichen Theologen Henri de Lubac und Heinrich Dumoulin kritisierten ihrerseits: Feindesliebe, Vergebung und Mitleid bedeuteten im Buddhismus eigentlich kein personales Miteinander, da ihm der Begriff der Person fehle und das Ich und Du als „leer“ gälten. Hans Gleixner erkennt buddhistische Feindesliebe an, sieht ihren lebenslangen Meditationsweg aber als mühsame Selbsterlösung nach Art eines moralistischen Pelagianismus.
Im heutigen interreligiösen Dialog thematisieren Buddhisten auch Feindesliebe. Der vietnamesische Mönch Thích Nhất Hạnh beschrieb Buddha und Jesus hinsichtlich der Feindesliebe als geistesverwandte Brüder. Auch Tendzin Gyatsho, der heutige 14. Dalai Lama des tibetischen Buddhismus, sieht Feindesliebe als identische Lehre Buddhas und Jesu: Die Passage Mt 5,38–48 würde in einem buddhistischen Text nicht als christlicher Text auffallen. Jesu Frage „Und wenn ihr nur zu euren Brüdern freundlich seid, was tut ihr Besonderes?“ entspreche einer Frage Shantidevas: „Wenn du gegenüber deinem Feind kein Mitgefühl übst, wem gegenüber kannst du es dann üben?“ Man müsse schlechtes Handeln bekämpfen, aber eine feindliche Person von ihrem Handeln unterscheiden, da sie künftig zum Freund werden könne. Aus dieser Einsicht heraus könne man Feinden vergeben. Für das Einüben von Mitgefühl, Vergebung und Toleranz seien gerade Feinde die besten Lehrer. Gerade sie hülfen zu Selbsterkenntnis und Selbstlosigkeit und Erkenntnis des inneren Feindes: der eigenen negativen Gedanken. So werde es möglich, Verantwortung für eigenes und fremdes Leid zu übernehmen und immer weniger ungelöste Konflikte auf andere zu projizieren.

## Judentum

### Hebräische Bibel
Der Tanach, die Bibel des Judentums, gebietet jedem Israeliten Nächstenliebe als Reaktion auf eine Situation, in der dem Angeredeten Unrecht geschehen ist (Lev 19,17 f. ):

„Du sollst in deinem Herzen keinen Hass gegen deinen Bruder tragen. Weise deinen Mitbürger zurecht, so wirst du seinetwegen keine Sünde auf dich laden. An den Kindern deines Volkes sollst du dich nicht rächen und ihnen nichts nachtragen. Du sollst deinen Nächsten lieben wie dich selbst. Ich bin der Herr.“

Der Streitgegner ist und bleibt der Nächste: Darum wird die naheliegende Vergeltung für erlittenes Unrecht abgewiesen. Der Betroffene soll auf das Recht hinweisen, indem er auf Rache verzichtet. Denn sonst würde er ebenfalls schuldig an seinem Nächsten. Versöhnende Zuwendung, nicht Vergeltung schafft Recht. Das macht jeden Juden für die Unterbrechung der Spirale von Hass, Rache, Zorn und Wut verantwortlich, die alle Angehörigen seines Volkes bedroht. Diese Spirale widerspricht unmittelbar Gottes Willen. Denn JHWH ist der Gott ganz Israels, der für dessen Leben und Zukunft eintritt, so dass jeder Jude ebenfalls für das Leben aller Juden einzutreten hat. Darum soll er um seiner selbst willen gerade den feindlichen Nächsten lieben und sich mit ihm aussöhnen. Das Gebot (Vers 18) ist also auf die vorausgesetzte Unrechtssituation (Vers 17) bezogen und somit ursprünglich ein Gebot der Feindesliebe.
Lev 19,33 f.  (par. Dtn 10,19 ) fordert solche Nächstenliebe in genau paralleler Formulierung auch für Fremde in Israel:

„Wenn bei dir ein Fremder in eurem Land lebt, sollt ihr ihn nicht unterdrücken. Der Fremde, der sich bei euch aufhält, soll euch wie ein Einheimischer gelten und du sollst ihn lieben wie dich selbst; denn ihr seid selbst Fremde in Ägypten gewesen. Ich bin der Herr, euer Gott.“

Das schließt jede Begrenzung der Nächstenliebe auf den einheimischen Nächsten aus. Der ganze Abschnitt Lev 19 bildet das Zentrum des Bundesbuchs, gegliedert durch die begründende Bundesformel „Ich bin JHWH, euer Gott“. Somit gründet Nächsten-, Feindes- und Fremdenliebe im Auszug aus Ägypten, dem Ursprungs- und Zentraldatum der israelitischen Heilsgeschichte: Weil Gott Israel aus der Sklaverei befreit und sich so als sein Gott offenbart habe, sind die Versklavung von Ausländern in Israel verboten, ihr Schutz und ihre Gleichberechtigung geboten. Beide Gebote gehören zum „Dodekalog“ der Tora, den Lev 19,2  mit dem Auftrag des erwählten Volkes, Gottes Wesen und Willen zu entsprechen, begründet: „Ihr sollt heilig sein, denn ich bin heilig, JHWH, euer Gott.“
Demgemäß fehlt im Tanach ein Gebot, Feinde zu hassen. Jes 66,5  nennt Juden, die andere Juden wegen ihrer Treue zu Gott hassen, dennoch „eure Brüder“. Sach 7,9–10  gebietet: „Richtet recht, und ein jeder erweise seinem Bruder Güte und Barmherzigkeit, und tut nicht Unrecht den Witwen, Waisen, Fremdlingen und Armen, und denke keiner gegen seinen Bruder etwas Arges in seinem Herzen!“ Sach 8,16–17  fordert: „Rede einer mit dem andern Wahrheit und richtet recht, schafft Frieden in euren Toren, und keiner ersinne Arges in seinem Herzen gegen seinen Nächsten…“
Dem Gebot der Nächsten- und Fremdenliebe entsprechend gebieten Einzelgebote konkrete Feindeshilfe:
- Ex 23,4 f. EU: „Wenn Du dem Rind oder Esel Deines Feindes begegnest, die sich verirrt haben, so sollst Du sie ihm wiederbringen. Wenn Du den Esel Deines Widersachers unter seiner Last liegen siehst, so lass ihn ja nicht in Stich, sondern hilf mit ihm zusammen dem Tiere auf.“
- Spr 24,17 EU: „Freue Dich nicht über den Fall Deines Feindes, und Dein Herz sei nicht froh über sein Unglück.“
- Spr 25,21 EU: „Hungert Deinen Feind, so speise ihn mit Brot, dürstet ihn, so tränke ihn mit Wasser. So wirst Du feurige Kohlen auf sein Haupt sammeln und Gott wird’s Dir vergelten!“
- Sir 28,6 f. EU: „Denk an das Ende, lass ab von der Feindschaft, denk an Untergang und Tod und bleib den Geboten treu! … grolle dem Nächsten nicht, denk an den Bund des Höchsten und verzeih die Schuld!“

Juden sollen also die Notsituation eines Feindes nicht ausnutzen, sondern ihr abhelfen, so den Feind beschämen, zu Reue und Umkehr bewegen. Die biblische Spruchweisheit setzt dabei voraus, dass Wohltaten gegenüber notleidenden Feinden die Feindschaft überwinden und beenden. Dieser Tun-Ergehen-Zusammenhang war von altorientalischer Weisheit beeinflusst. So finden sich Analogien zu diesen Sprüchen in altägyptischer Literatur, etwa zum Bildwort der feurigen Kohlen.
Ijob berief sich in seinem Appell an Gott darauf, dass er diese Gebote erfüllt habe (Hi 31,29–31 ):

„Habe ich mich etwa gefreut, wenn es meinem Feind übel erging, und mich erhoben, wenn ihn Unglück getroffen hatte? Nein, ich ließ meinen Mund nicht sündigen, indem ich seine Seele mit keinem Fluch verwünschte […] Kein Fremder durfte draußen nächtigen, sondern ich öffnete meine Tür dem Wanderer.“

Andere biblische Gebote verlangen die strikte Abgrenzung Israels von seinen Nachbarvölkern. Das Banngebot verlangt die Tötung aller männlichen Kriegsgefangenen einer nach ausgeschlagenem Kapitulationsangebot eroberten Fremdstadt. Dagegen beschreibt 2 Kön 6,8–23  das gewaltlose Beenden eines Krieges zwischen Israel und übermächtigen Feinden: Durch Gottes Geist führt der Prophet Elischa die Feinde in die Gefangenschaft, bereitet ein Festmahl für sie und lässt sie dann ziehen. Dieses aktive Segnen gemäß Gen 12,3  beendet die Feindschaft zwischen Israel und seinen Nachbarn. Diese Zielrichtung verkündet die Exilsprophetie dann als Zukunftsperspektive Israels und aller Völker: Gott werde der Feindschaft, dem Krieg und der Gewalt unter ihnen ein Ende setzen (Jes 11,1–9 ). Darum wird der universale Schalom metaphorisch im Bild des Festmahls aller Völker dargestellt und schließt die Abschaffung des Todes ein (Jes 25,6–8 ; vgl. Offb 7,17 ).

### Auslegungen
Die „Sektenregel“ unter den Schriftrollen vom Toten Meer verpflichtet die Gemeindeglieder, „alle Söhne des Lichtes zu lieben, […], aber alle Söhne der Finsternis zu hassen, jeden nach seiner Verschuldung in Gottes Rache“. Gegenüber „Männern des Frevels“, „die den Weg verlassen“ (Abtrünnigen), soll man „den Zorn nicht abwenden“ (gegen Lev 19,18), aber Gott die Vergeltung überlassen:

„Nicht will ich jemandem seine böse Tat vergelten, mit Gutem will ich jeden verfolgen. Denn bei Gott ist das Gericht über alles Lebendige.“

Die Hasidäer, Pharisäer und Rabbinen diskutierten seit etwa 200 v. Chr. über den Geltungsbereich des Nächstenliebegebots im Verhältnis zum Ersten Gebot. Konsens war früh, dass Gottesfurcht und Nächstenliebe einander bedingen, so dass nur auf das Wohlergehen des Nächsten bedachtes Handeln die Liebe zu Gott manifestiere und erfülle. Im Jubiläenbuch (um 150 v. Chr.) ist die ganze Tora bereits auf das Doppelgebot der Liebe konzentriert; seither war diese Zusammenfassung ein festes Motiv. Umstritten war, ob und wieweit auch Nichtjuden als Nächste zu lieben seien.
In den apokryphen, aber auf ältere Tradition zurückgreifenden Testamenten der zwölf Patriarchen wird Nächstenliebe ausdrücklich auf alle Menschen (TestSeb 5,1) und auf Feinde ausgeweitet (TestJos 18,2):

„Und wenn euch jemand Böses zufügen will, so betet für ihn und tut ihm Gutes. Von allem Bösen werdet ihr dann durch den Herrn befreit werden.“

Für den berühmten Schriftlehrer Hillel (um 60 v.–10 n. Chr.) schloss Gottes grenzenlose Liebe alle Menschen ein, so dass Juden ihr entsprechen sollten (Sprüche der Väter 1,12): „Sei von den Jüngern Aarons, Frieden liebend und nach Frieden strebend, die Menschen liebend und sie der Tora zuführend.“ Für Nichtjuden fasste er die Tora mit der negativ formulierten Goldenen Regel zusammen (bSchab 31a): „Was dir nicht lieb ist, das tue auch deinem Nächsten nicht. Das ist die ganze Tora, alles übrige ist nur Erläuterung, geh und lerne sie.“
Der jüdische Philosoph Philon von Alexandria erläuterte in einem Kapitel seines Hauptwerks, die jüdische Grundlehre der „Menschenliebe“ erstrecke sich auf Feinde, Sklaven und sogar alle Lebewesen. Wer Ex 23,4–  befolge, nütze nicht nur dem Feind, sondern am meisten sich selbst, da er eine edle Tat (vor Gott) sammle.
Die meisten Rabbiner bejahten die Geltung von Lev 19,18 auch für feindliche Nichtjuden spätestens seit 100 n. Chr. (etwa in Joseph und Aseneth 28,14; Derech Erez Rabba 11):

„In keinem Fall, Bruder, darfst du deinem Nächsten für Böses Böses auch vergelten. Der Herr wird eine solche Überhebung rächen.
 Sage nicht: die mich lieben, liebe ich und die mich hassen, hasse ich, sondern liebe alle! … Wer seinen Nächsten hasst, gehört zu denen, die Blut vergießen.“

Das 4. Buch der Makkabäer (um 90–100) fordert Feindeshilfe gegenüber Kriegsgegnern als strengen Toragehorsam vom Diasporajudentum (4 Makk 2,14):

„Und haltet das bitte nicht für etwas Paradoxes, wo doch die Urteilskraft mit Hilfe des Gesetzes die Feindschaft zu überwinden vermag. Sie verzichtet darauf, durch Umhauen der Bäume die Kulturpflanzungen der Kriegsgegner zu verwüsten, sie rettet das (verirrte) Vieh der persönlichen Feinde vor dem Zugrundegehen.“

Der jüdische Historiker Flavius Josephus (37–100), der früher Anführer im Jüdischen Krieg (66–70) gegen die Römer gewesen war, erklärte römischen Gegnern des Judentums in Contra Apionem (2,212–214), wie genau und detailliert jüdische Gebote den Umgang mit Feinden auch im Krieg regelten, um so ihr Lebensrecht zu schützen:

„Die Pflicht des Teilens mit anderen wurde durch unseren Gesetzgeber auch in anderen Belangen eingeprägt.
 Wir müssen Feuer, Wasser und Essen zur Verfügung stellen für alle, die darum bitten.
 Wir müssen sogar erklärten Feinden den Weg zeigen, ihre Körper nicht unbegraben lassen und Anteilnahme zeigen.
 Gott erlaubt uns nicht, ihre Felder zu verbrennen und ihre Obstbäume zu fällen.
 Er verbietet sogar das Behelligen von gefallenen Kriegern.
 Er hat Maßnahmen getroffen, um Grobheiten an Kriegsgefangenen und besonders an Frauen zuvorzukommen.
 Eine derart gründliche Lektion in Freundlichkeit und Menschenliebe hat er uns gegeben, dass er sogar das einfache Vieh nicht übersieht […]
 Bei jedem einzelnen Wesen achtete er auf die Barmherzigkeit, indem er darüber ein Gesetz herausgab, um die Prinzipien durchzusetzen und um Übertreten ohne Entschuldigung strafen zu können.“

Nächstenliebe müsse sich also gerade gegenüber unterlegenen, gefangenen und Not leidenden Kriegsgegnern, ihren Frauen und ihrem Besitz bewähren und durfte ihr Leben und Land nicht zerstören, um das Weiterleben ihres Volkes nach Kriegsende nicht zu gefährden: Andernfalls werde Gottes strafende Gerechtigkeit den, der diese Barmherzigkeit verweigert, selbst ereilen. Damit stellte Josephus den Römern die biblisch-jüdische Rechtstradition des Schutzes für die Schwachen vor Augen, die in scharfem Kontrast zu deren vernichtender, auf totale Unterwerfung ausgerichteten Kriegführung stand.
Die 49. Auslegung aus dem Seder Elijahu Rabba (einer nach 900 entstandenen Midrasch-Sammlung) zählt auch Nichtjuden zu den „Brüdern“:

„Du sollst deinen Nächsten nicht bedrängen (Lev 19,13). Dein Nächster, das ist dein Bruder, dein Bruder, das ist dein Nächster. Daraus lernt man, dass der Diebstahl am Heiden Raub ist. Und man darf nicht verstehen nur deinen Bruder, denn es geht um jeden Menschen.“

Die verschiedenen Lehrmeinungen wurden in der Mischna gesammelt und im Talmud fixiert. Dort veranschaulichen Anekdoten die biblisch gebotene Feindeshilfe. Von Rabbi Wolf von Zbaraz (um 1800) etwa wird erzählt:

„Ein Dieb wollte aus Rabbi Wolfs Garten einen Sack Kartoffeln davontragen. Rabbi Wolf stand am Fenster und sah, wie sich der Mann abmühte. Da eilte er hinaus und half ihm, den Sack auf die Schultern zu heben. Seine Hausgenossen warfen ihm dann vor: „Du hast ihm geholfen!“ „Glaubt ihr“, rief Rabbi Wolf, „weil er ein Dieb ist, wäre ich nicht verpflichtet, ihm zu helfen?““

Nach den Anekdoten der Chassidim befahl Rabbi Michal seinen Söhnen: „Betet für eure Feinde, dass es ihnen wohlergehe. Und meinet ihr, dies sei kein Dienst Gottes: mehr als alles Gebet ist dies ein Dienst Gottes.“ Vom Kosnitzer Rabbi wird das Gebet überliefert: „Herr der Welt, ich bitte dich, du mögest Israel erlösen. Und willst du nicht, so erlöse die Gojim.“
Das Jüdische Lexikon schrieb daher 1927 zum Stichwort Feindesliebe:

„Es ist von christlicher Seite oft behauptet worden, erst Jesus habe die Feindesliebe gelehrt, während das Judentum den Feindeshaß geboten habe. Allgemein ist aber heute zugegeben, daß ein solches oder auch nur ähnliches Gebot nirgends in der Bibel zu finden ist. Das J.—tum verlangt nicht Passivität dem Bösen gegenüber, sondern entschiedenen Kampf um das Recht, aber das bedeutet nicht Unversöhnlichkeit oder Rachsucht. Im Gegenteil wird des öfteren liebevolle Gesinnung und Tat auch dem Feinde gegenüber anempfohlen […] Zudem ist gerade das talmudische Schrifttum ausgezeichnet durch seine versöhnliche Stellung dem Feind, selbst dem Volksfeind gegenüber.“

David Flusser betonte 1968: Hass sei im Judentum praktisch verboten, aber Liebe zum Feind sei nicht vorgeschrieben. Andreas Nissen folgerte 1974 aus dem Befund:

„Zorn, Hader, Haß, Rachsucht, Nachträgerei, Herzenshärte und andere Gestalten der Erregung, Bewahrung und Verwirklichung persönlicher Feindschaft sind, wenn diese nicht in das Gebiet des Religiösen und Religiös-Sittlichen hinübergreift und dadurch den Gegner als Frevler und Gottesfeind erscheinen läßt, im gesamten antiken Judentum verboten und werden bekämpft vor allem aufgrund von Lev 19, 17–18a.“

Der jüdische Theologe Pinchas Lapide fasste 1983 zusammen:

„Dem Auftrag Jesu am nächsten kommt wohl sein Lehrkollege Rabbi Nathan, der die Frage stellt: Wer ist der Mächtigste im ganzen Lande?, nur, um zu antworten: Wer die Liebe seines Feindes gewinnt. Kurzum: Schadenfreude, Feindeshass und Vergeltung des Bösen mit Bösem sind im Judentum ausdrücklich verboten, während Großmut und Liebesdienste für den Feind in der Not geboten werden.“

## Christentum

### Neues Testament
Jesus von Nazaret hat Feindesliebe nach biblischer Überlieferung erstmals ausdrücklich geboten. Das Gebot erscheint jeweils im Rahmen einer Texteinheit, die zur Bergpredigt (Mt 5–7) oder Feldrede (Lk 6) gehört:
| Mt 5,43–48 | Lk 6,27f.32–36 |
| --- | --- |
| 43 Ihr habt gehört, dass gesagt worden ist: Du sollst deinen Nächsten lieben und deinen Feind hassen. | |
| 44 Ich aber sage euch: Liebt eure Feinde und betet für die, die euch verfolgen, | 27 Euch aber, die ihr zuhört, sage ich: Liebt eure Feinde; tut denen Gutes, die euch hassen! 28 Segnet die, die euch verfluchen; betet für die, die euch beschimpfen! |
| 45 damit ihr Kinder eures Vaters im Himmel werdet; | (35a) Dann wird euer Lohn groß sein und ihr werdet Söhne des Höchsten sein; |
| denn er lässt seine Sonne aufgehen über Bösen und Guten und er lässt regnen über Gerechte und Ungerechte. | (35b) denn auch er ist gütig gegen die Undankbaren und Bösen. |
| 46 Wenn ihr nämlich nur die liebt, die euch lieben, welchen Lohn könnt ihr dafür erwarten? Tun das nicht auch die Zöllner? 47 Und wenn ihr nur eure Brüder grüßt, was tut ihr damit Besonderes? Tun das nicht auch die Heiden? | 32 Wenn ihr die liebt, die euch lieben, welchen Dank erwartet ihr dafür? Denn auch die Sünder lieben die, von denen sie geliebt werden. 33 Und wenn ihr denen Gutes tut, die euch Gutes tun, welchen Dank erwartet ihr dafür? Das tun auch die Sünder. 34 Und wenn ihr denen Geld leiht, von denen ihr es zurückzubekommen hofft, welchen Dank erwartet ihr dafür? Auch die Sünder leihen Sündern, um das Gleiche zurückzubekommen. |
| 48 Seid also vollkommen, wie euer himmlischer Vater vollkommen ist! | 36 Seid barmherzig, wie auch euer Vater barmherzig ist! |

Als ursprünglicher Kern dieser verschieden erweiterten Texteinheit gelten das Gebot, die Verheißung und Begründung:

„Liebet eure Feinde, so werdet ihr Söhne eures Vaters im Himmel sein, denn er lässt seine Sonne aufgehen über Böse und Gute und regnen über Gerechte und Ungerechte.“

Dieser Kern wird auf die früheste, in der Logienquelle (entstanden um 40) gesammelte Jesusüberlieferung zurückgeführt und gilt als authentisches Zentrum der Toraauslegung Jesu.
Die Stichworte „lieben“ und „Feind“ erinnerten jüdische Hörer an das Nächstenliebegebot (Lev 19,18). Über dessen Reichweite diskutierten jüdische Toraausleger damals intensiv. Indem Jesus die Feinde zu lieben gebot, erklärte er gerade sie kategorisch zu den Nächsten. Das entkräftete die übliche Frage nach den Zumutbarkeitsgrenzen der Nächstenliebe, die zum Abwägen zwischen näheren und ferneren, vor- und nachrangig zu liebenden Adressaten führte. Vielmehr entscheide sich gerade im Verhältnis zu aktuellen Feinden, ob das gesamte Sozialverhalten von Liebe bestimmt sei. Damit erinnerte Jesus an den Eigensinn des Gebots der Nächstenliebe, das „die Überwindung zwischenmenschlicher Konflikte zum Ziele hat, die Forderung der Feindesliebe also bereits impliziert.“
Jesu Begründung verweist auf Gottes Schöpferhandeln: „Sonne und Regen“ spielen auf Gen 8,22  an, wo Gott nach der Sintflut die Erhaltung des Lebens durch ständigen Wetterwechsel und Jahreszeitenrhythmus zusagt. Auch die jüdische Weisheitstradition berief sich für Verhaltensregeln auf solche Naturbetrachtung. Doch dass Gott Sünder und Gerechte gleich behandle, gab etwa in Koh 9,2–3  Anlass zu Skepsis gegenüber der gerechten Weltordnung. Sir 13,15–19  folgerte: Weil jedes Lebewesen nur seinesgleichen liebe, sei auch von Menschen nur Liebe innerhalb der eigenen Gruppe zu erwarten. Solche Freundesliebe war auch bei Griechen und Römern in der Antike üblich.
Jesus dagegen sah die Schöpfung als gnädige Vorgabe Gottes, der allen Lebewesen unterschiedslos und fortlaufend die elementaren Lebensbedingungen gewähre. Darum könne und dürfe der Mensch Nächstenliebe nicht auf die eigene soziale Gruppe begrenzen. Juden und Jesusnachfolger konnten für ihn nur mit ihren Feinden gemeinsam „Kinder/Söhne Gottes“ werden und so dessen schöpferische Vollkommenheit abbilden. Das verweist zurück auf die Seligpreisung Mt 5,9 : „Selig, die Frieden stiften; denn sie werden Söhne Gottes genannt werden.“ Feindesliebe sollte für Jesus demnach den besonderen Auftrag des erwählten Gottesvolks und der Jesusnachfolger erfüllen, gerade ihren Verfolgern und Fremdvölkern zum Segen zu werden (Gen 12,3). Diese Tendenz zeigt bereits das Gleichnis vom barmherzigen Samaritaner, das einen Angehörigen einer mit den Judäern verfeindeten Gruppe als Vorbild für Nächstenliebe darstellt und so verdeutlicht, dass diese die Fremden umfasst und auch von diesen geübt wird.
Das Feindesliebegebot ist bei Mt und Lk mit dem Verbot der Wiedervergeltung von gewalttätigem Unrecht verbunden:
| Mt 5,38–42 | Lk 6,29–31                                                                                  |
| --- | ------------------------------------------------------------------------------------------- |
| 38 Ihr habt gehört, dass gesagt worden ist: Auge für Auge und Zahn für Zahn. 39 Ich aber sage euch: Leistet dem, der euch etwas Böses antut, keinen Widerstand, |                                                                                             |
| sondern wenn dich einer auf die rechte Wange schlägt, dann halt ihm auch die andere hin.                                                                        | 29 Dem, der dich auf die eine Wange schlägt, halt auch die andere hin,                      |
| 40 Und wenn dich einer vor Gericht bringen will, um dir das Hemd wegzunehmen, dann lass ihm auch den Mantel.                                                    | und dem, der dir den Mantel wegnimmt, lass auch das Hemd.                                   |
| 41 Und wenn dich einer zwingen will, eine Meile mit ihm zu gehen, dann geh zwei mit ihm.                                                                        |                                                                                             |
| 42 Wer dich bittet, dem gib, und wer von dir borgen will, den weise nicht ab.                                                                                   | 30 Gib jedem, der dich bittet; und wenn dir jemand etwas wegnimmt, verlang es nicht zurück. |
| (Mt 7,12: Alles, was ihr also von anderen erwartet, das tut auch ihnen! Darin besteht das Gesetz und die Propheten.)                                            | 31 Was ihr von anderen erwartet, das tut ebenso auch ihnen.                                 |

Die Beispiele aus der damaligen Alltagserfahrung zeigen, wem, wann und wie Feindesliebe zu gelten habe. Eine Ohrfeige auf die rechte Wange wurde von Rechtshändern, zu denen auch damals die meisten Menschen gehörten, mit dem Handrücken ausgeführt: Dies galt als besonders demütigend. Vorausgesetzt ist ein typisches Machtgefälle, wo überlegene Unterdrücker das biblische Talionsgebot (Ex 21,23–25 ) missachteten, so dass für die Unterdrückten private Wiedervergeltung nahelag. Jesus verbot hier, den Schläger ebenso zu demütigen, und gebot mit dem Hinhalten der anderen Wange, sich ihm zu- und nicht von ihm abzuwenden, ihm so seinen fehlenden Respekt zu spiegeln und ihn einzuladen, die Würde seines Opfers wahrzunehmen. Diese unerwartete „kreative Provokation“ sollte eine neue Dynamik in Gang bringen, die das übliche Durchsetzen der eigenen Ehre mit Gewalt, von der Gegengewalt erwartet wird, unterläuft.
Die Tora (Ex 22,25 ; Dtn 24,10–13 ) verbietet, einem verschuldeten Obdachlosen auch noch sein einziges Obergewand wegzupfänden, in dem er im Freien übernachten musste. Das sollte das absolute Existenzminimum, das Lebensrecht der Ärmsten, sichern. Auch Jesu Forderung, dem Gläubiger das Obergewand bzw. Unterhemd zu überlassen, setzte eine Situation der totalen Entrechtung durch Nichtjuden voraus, denen die Tora nichts galt. Mit der paradoxen Reaktion sollte der Entrechtete den Gläubiger an sein Lebensrecht erinnern und zum Einlenken bewegen. Das bedeutete gerade keinen Rechtsverzicht.
Das Besatzungsrecht gestattete es römischen Soldaten, jeden Juden jederzeit zu Dienstleistungen wie dem Lasttragen zu nötigen (etwa Simon von Kyrene laut Mk 15,21). Das Angebot, die doppelte Wegstrecke, nämlich Hin- und Rückweg, mitzugehen, sollte den Peiniger mit unerwartetem Entgegenkommen verblüffen und beiden Zeit geben, einander menschlich kennenzulernen. Die Feinde waren also die Besatzer, Ausbeuter und Verfolger des täglich unterdrückten Volkes der Armen, an das sich die Bergpredigt wendet (Mt 5,1.3–10).
Der Verzicht auf das biblische Vergeltungsrecht in der aktuellen Lage einer übermächtigen Fremdherrschaft entsprach anderen für authentisch gehaltenen Jesusworten wie Mt 7,1  par. Lk 6,37: „Richtet nicht, damit ihr nicht gerichtet werdet!“ Er lebte dies vor. Seine Tempelreinigung (Mk 11,15-17) war ein Angriff auf den Opferkult: Er griff die trennende Feindschaft zwischen Israel und den Völkern an, um allen Menschen Zugang zu Gott zu eröffnen. Bei seiner Festnahme leistete er keine Gegenwehr und verbot sie seinen Jüngern (Lk 22,51 ). Im Verhör vor Kaiphas (Joh 18,23 ) und Pontius Pilatus (Mk 15,1–4 ) nahm er nur geltendes Recht in Anspruch. Er begehrte keine Rache, sondern bat Gott noch am Kreuz um Vergebung für seine Mörder (Lk 23,34 ) und solidarisierte sich mit allen Unrecht Leidenden (Mk 15,34 ; zitiert Ps 22,2  und Jes 53 ).
Darum verkündeten die Urchristen gerade Jesu Tod als Überwindung der Feindschaft zwischen Juden und Nichtjuden (Eph 2,13–14 ) und verstanden Feindesliebe als Zeugnis davon, das bis zum Martyrium gehen konnte. Paulus von Tarsus, der früheste bekannte Autor im NT, begründete dieses geforderte Verhalten mit Gottes zuvorkommender Versöhnung mit den Gott-Losen (allen Menschen) im Kreuzestod Jesu Christi (Röm 5,6–8 ):

„Gott aber erweist seine Liebe zu uns darin, dass Christus für uns gestorben ist, als wir noch Feinde waren […] Denn wenn wir mit Gott versöhnt sind durch den Tod seines Sohnes, als wir noch Feinde waren, um wie viel mehr werden wir selig werden durch sein Leben, nachdem wir nun versöhnt sind!“

Einige echte Paulusbriefe zitieren das mit dem Feindesliebegebot verbundene Verbot der Wiedervergeltung von Unrecht (1 Thess 5,15 ; 1 Kor 4,12 ). Röm 12,14.17–21  paraphrasiert es wie folgt:

„Segnet eure Verfolger; segnet sie, verflucht sie nicht! […] Vergeltet niemand Böses mit Bösem! Seid allen Menschen gegenüber auf Gutes bedacht! Soweit es euch möglich ist, haltet mit allen Menschen Frieden! Rächt euch nicht selber, liebe Brüder, sondern lasst Raum für den Zorn (Gottes); denn in der Schrift steht: Mein ist die Rache, ich werde vergelten, spricht der Herr. Vielmehr: Wenn dein Feind Hunger hat, gib ihm zu essen, wenn er Durst hat, gib ihm zu trinken; tust du das, dann sammelst du glühende Kohlen auf sein Haupt. Lass dich nicht vom Bösen besiegen, sondern besiege das Böse durch das Gute!“

Paulus verstand Feindesliebe demnach in Übereinstimmung mit dem biblischen Racheverbot (Dtn 32,35 ) als Verzicht auf Rache und Gegengewalt an Christenverfolgern und gemäß Spr 25,21  als Nothilfe für sie, um sie zu beschämen und zu verwandeln.
Mt 5,14  begründet Jesu Tora-Auslegung mit dem Auftrag Israels und der Jesusnachfolger, „Licht der Welt“ zu sein. Jesus habe die Tora nicht aufheben, sondern erfüllen wollen (Mt 5,17 ); darum müssten die Jesusnachfolger eine „bessere Gerechtigkeit“ üben als die Pharisäer (Mt 5,20 ) und könnten diese nur durch ihr Handeln, nicht durch das Glaubensbekenntnis erlangen (Mt 7,20–21 ). Darum formuliert er Jesu Gebot der Feindesliebe als „Antithese“ zu einem mündlichen Gebot „… aber deinen Feind hassen“. Da weder biblische noch rabbinische Literatur Feindeshass gebieten, gehen heutige Exegeten davon aus, dass der Evangelist eine zeitgenössische Begrenzung der Nächstenliebe kontrastierte. Deren zerstörende Folgen standen ihm vor Augen: Die als „Zeloten“ bezeichneten jüdischen Freiheitskämpfer und die Römer praktizierten im Jüdischen Krieg gegenseitig tödliche Vergeltung. – Lk 6,31.38  stellt Jesu Gebot in den Kontext der reziproken „Goldenen Regel“ und bezieht diese vor allem auf den Besitzausgleich zwischen Arm und Reich unter christlichen Gemeinden.
Das Markusevangelium, das Johannesevangelium und die übrigen NT-Schriften enthalten das Feindesliebegebot nicht. Jedoch betonen Stellen wie Joh 3,16  oder 4,42  Gottes schrankenlose Liebe zur ganzen Welt und Jesu universale Rettungstat. Die Johannesbriefe gebieten aus aktuellem Anlass Bruderliebe und verbieten Hass unter Christen (1 Joh 2,9–11 ; 4,21  und öfter), ohne damit Feindesliebe gegenüber Nichtchristen auszuschließen.
Der 1. Petrusbrief mahnt verfolgte Christen (1 Petr 3,9 ): „Vergeltet nicht Böses mit Bösem noch Kränkung mit Kränkung! Stattdessen segnet; denn ihr seid dazu berufen, Segen zu erlangen.“ Das stellt dem Vergeltungsverbot Jesu Segensgebot (Lk 6,28 ) gegenüber, ohne Feinde als Adressaten zu nennen. Nach dem Kontext soll vorbildliche Bruderliebe der Christen untereinander ihre Verfolger vom Segen ihres Glaubens überzeugen. Diese Akzentverschiebung wird aus der Lage einer sesshaften Stadtgemeinde erklärt, die sich römischen Behörden loyal und rechtschaffen zeigen musste. Dagegen konnten die ersten Jesusanhänger als mittel- und waffenlose Wanderbettler Feindschaft allenfalls durch bedingungslose Feindesliebe verändern.

### Ältere Auslegungen
Die Patristik stellte Feindesliebe nach außen als besonderes Kennzeichen des Christentums dar. Justin der Märtyrer, Aristides von Athen, Athenagoras von Athen und andere Theologen der Alten Kirche verwiesen in apologetischen Schriften auf Jesu Gebot, um römischen Vorwürfen zu begegnen, das Christentum sei gesellschaftsfeindlich. Sie begrenzten Feindesliebe also nicht auf den Privatbereich. Jedoch reduzierten die Didache, Justin und Ignatius sie für Christen auf das Vermeiden von Hass und die Fürbitte für Feinde.
Seit dem 2. Jahrhundert war Feindesliebe kein selbstverständlicher Bestandteil der Nachfolge Jesu mehr, sondern galt als für nur Wenige erreichbares Vollkommenheitsideal. Es entstand eine Zwei-Stufen-Ethik, die die Realität spiegelte: Die Mehrheit der Getauften lebte nach weniger strengen Regeln, vor allem den als christliche Tugenden aufgefassten Zehn Geboten. Von der Kirche anerkannte christliche Ordensgemeinschaften dagegen befolgten strengere, an der Bergpredigt (Mt 5–7 ) und der Aussendungsrede (Mt 10) orientierte Lebensregeln (lat. consilia evangelii: „Ratschläge des Evangeliums“), zu denen Feindesliebe, Waffen-, Gewalt- und Besitzverzicht gehörten.
Tertullian (≈ 150–220) betonte gegen Marcion (≈ 85–160) die Übereinstimmung der Lehre Jesu mit dem Alten Testament (AT). Gott habe schon als Schöpfer Feindesliebe und das Warten auf Gottes Gericht geboten. Darum erlaube das Talionsgebot (Ex 21,23–25 ) kein neues Unrecht, sondern schrecke den Ungläubigen von weiterem Unrecht ab und drohe dem Gläubigen Gottes Gericht an. Diesen Sinn habe Jesu Gebot, die andere Wange hinzuhalten, endgültig aufgedeckt. Wäre dies ein neues Gebot, das die früher angedrohte Vergeltung aufhebt, dann wäre es kraftlos und würde völlige Rechtlosigkeit bewirken.
Nach der Konstantinischen Wende im Jahr 313 trennten altkirchliche Theologen Jesu Gebot der Feindesliebe von seinem Gebot, auf Vergeltung von gewaltsamem Unrecht zu verzichten. Augustinus von Hippo, der Begründer der großkirchlichen Lehre vom Gerechten Krieg, erlaubte Christen als Soldaten und Staatsbeamten 420 das richtende Strafen von Feinden unter bestimmten moralischen Bedingungen. Für ihn widersprach äußerste Härte gegen Feinde nicht dem Gebot der Feindesliebe, da das gewaltsame Wiederherstellen des Rechtes die seelische Rettung der Feinde gewährleiste. Er erklärte Liebe des Christen zum feindlichen Nichtchristen als antizipierende Bruderliebe: „Du liebst in ihm nicht das, was er ist, sondern was du willst, dass er sein soll. Mithin liebst du, wenn du den Feind liebst, den Bruder.“
Thomas von Aquin behandelte Feindesliebe in dem Traktat De Caritate (entstanden 1269–1272). Sie lasse sich nur durch Liebe zu Gott begründen und zeige somit eine stärkere, auch entfernte Menschen umfassende Gottesliebe. Zwar sei es schwerer, den Feind zu lieben als einen Freund, aber nicht unbedingt verdienstvoller, denn ein Freund sei das bessere Liebesgut. Nur wenn Feindesliebe Feindschaft überwinde, sei sie vollkommen. Feinde zu lieben, weil sie Feinde sind, sei dagegen böse. Sie dürften wegen Jesu Gebot nicht von allgemeinen Fürbitten für andere ausgeschlossen, müssten aber auch nicht eigens darin genannt werden. So sei auch Hilfe für sie nur im Fall ihrer Not Pflicht. Dieser könne man sich nicht mit Berufung auf alttestamentliche Flüche gegen Feinde entziehen. Indem Thomas gebotene Nothilfe von nicht gebotener, nur für vollkommen Liebende erreichbarer Überwindung von Feindschaft unterschied, rechtfertigte er die Todesstrafe für Sünder, von denen keine Besserung, aber Schaden am Allgemeinwohl zu erwarten sei.
Martin Luther lehnte die Zwei-Stufen-Ethik ab und machte die Bergpredigt wieder für alle Christen verbindlich. Er verstand ihre radikalen Forderungen, darunter das Feindesliebegebot, jedoch als Teil einer Gesetzespredigt, die den Menschen seiner Sünde überführen und so zur Annahme der reinen Gnade Gottes in Jesus Christus führen soll (usus elenchticus legis):

„Der Mensch erkennt durch den Spiegel des Gesetzes, daß er ein verdorbener und verlorener Sünder ist und das Gebot der Feindesliebe nicht erfüllen kann. Durch den Glauben gibt ihm Gott den Geist, der sein Herz umwandelt und ihn seinem Nächsten gegenüber sanft und freundlich macht. Da Gott ihm vergeben hat, kann er auch anderen Menschen vergeben.“

In seiner Zwei-Reiche-Lehre begrenzte Luther Feindesliebe auf die Gläubigen und das Privatleben. Im öffentlichen und politischen Bereich müsse die staatliche Obrigkeit Gottes Vergeltungsgesetz uneingeschränkt durchsetzen. Er rechtfertigte im Verteidigungskrieg alle Mittel, die zum Sieg gegen die Angreifer nötig seien:

„Und in einem solchen Krieg ist es christlich und ein Werk der Liebe, unter den Feinden unverzagt zu würgen, zu rauben und zu brennen und alles zu tun, was Schaden bringt, bis man sie überwindet, – wie es eben im Krieg zugeht; nur soll man sich vor Sünden hüten, Weiber und Jungfrauen nicht schänden. Und wenn man sie überwunden hat, so soll man denen, die sich ergeben und demütigen, Gnade und Frieden erzeigen.“

In den aus der Reformation hervorgegangenen Evangelischen Kirchen, besonders im Luthertum, wurde Feindesliebe daher oft auf Sündenvergebung innerhalb der christlichen Gemeinschaft begrenzt. Sie wurde zu einer kirchlichen Gnadengabe, ohne das tatsächliche Verhalten der Christen auch gegenüber anderen Konfessionen und Nichtchristen zu verändern und gesellschaftliche Herrschafts- und Gewaltverhältnisse in Frage zu stellen.
Die seit dem Hochmittelalter entstandenen Friedenskirchen deuten Jesu Gebot der Feindesliebe dagegen als prinzipielle Absage an Krieg und bewaffnete Selbstverteidigung. Sie verstehen Feindesliebe als „Zeugnis von einem anderen Äon, in dem andere Regeln gelten als in dieser Welt, […] die denjenigen, der in Unfrieden lebt oder ein friedvolles Zusammenleben verhindert, etwas von dem Frieden erfahren lässt, der nicht von dieser Welt ist, aber in dieser Welt Dinge zum Besseren zu wenden vermag.“
Im 19. Jahrhundert deuteten christliche Theologen aller Konfessionen Feindesliebe meist als universale Menschenliebe. Diese sahen sie als geistesgeschichtlichen Beitrag und Merkmal des Christentums gegenüber dem Judentum. Dieses stellten sie als partikulare, national begrenzte, von einem angeblichen alttestamentlichen Rachegedanken bestimmte und historisch überholte Gesetzesreligion dar, um eine ethische Überlegenheit der christlichen Liebesreligion zu behaupten. Dazu legten sie Feindesliebe als Kontrast zum biblischen Talionsgebot („Auge um Auge“) aus, das sie als allgemeines Vergeltungsgesetz fehldeuteten. Zugleich begrenzten sie Feindesliebe meist auf individuelle Gesinnung und Verhalten im Rahmen der geltenden bürgerlichen Rechtsordnung. Jüdische Feindesliebetradition wurde in diesem christlichen Antijudaismus missachtet.
Der katholische Moraltheologe Konrad Lomb etwa deutete Feindesliebe 1841 als eine vor Jesus unbekannte, besondere christliche Tugend und Kennzeichen des wahren Jüngers. Sie verlange, allen Hass zu unterdrücken; Gegner, die aus Irrtum oder wohlwollender Kritik handeln, nicht als Feinde anzusehen, sondern nur die, die aus Selbstsucht Böses über uns behaupten und uns Übel zufügen; auch ihnen aufrichtig Gutes zu wünschen, gewöhnliche Liebesbeweise und Nothilfe zukommen zu lassen. Sie gebiete keinen Rechtsverzicht und verbiete kein Unschädlichmachen von Feinden und Schutz vor ihren Angriffen, verlange aber, ihre Würde und guten Eigenschaften anzuerkennen, ihre Beleidigungen zu vergessen und zur Versöhnung mit ihnen bereit zu sein. Solches „erhabene“ Verhalten sei Nachahmung Gottes und Christi und Bedingung für Sündenvergebung. Es diene auch dem Allgemeinwohl.
Der antisemitische Paderborner Bischof Konrad Martin vertrat 1865: Feindesliebe sei ein „Charakterzug“ der christlichen Gerechtigkeit gegenüber dem Pharisäismus. Praktische Feindeshilfe sei zwar auch im AT geboten und von Auserwählten geübt worden, aber die jüdische Auslegungstradition habe dies missachtet und Feindeshass verlangt. Jesu Gebot verlange nicht, den Feind wegen seiner Feindschaft zu lieben, ihm wie einem Freund wohlwollende Affekte zu schenken und sein Unrecht zu ignorieren: Das wäre unnatürlich. Sondern es verbiete rachsüchtige Vergeltung und gebiete, selbst vor Gericht auf das eigene Recht zu verzichten, „wenn höhere Rücksichten dies erfordern.“ Es rate dazu, das Unrecht des Feindes nach dem Beispiel christlicher Märtyrer geduldig zu ertragen und es dem Beispiel Christi folgend eher auf Unwissen als Bosheit zurückzuführen. Es gebiete, auch im Feind Gottes Ebenbild zu lieben, ihm im Notfall so zu helfen, wie es der Christ und Mitbürger für sich erwarten dürfe, und ihn nicht von Gebeten und Almosen auszuschließen. Unter besonderen Umständen empfehle es auch besondere Ehrenerweise für den Feind.
Bischof Michael von Faulhaber lehnte in seinen Adventspredigten 1933 zwar individuelle Gewalttaten gegen Juden, jedoch nicht die staatliche Judenverfolgung ab. Das Judentum sei eine „Rachereligion“: „Das alte Gesetz sagte: Aug um Auge, Zahn um Zahn! Christus: Liebet eure Feinde. … Wir haben keine Wahl: Entweder sind wir Jünger Christi, oder wir fallen in das Judentum der biblischen Vorzeit und seine Rachelieder zurück.“
Der Staatsrechtler Carl Schmitt, der später den Nationalsozialismus unterstützte, bezog Jesu Gebot der Feindesliebe 1927 nur auf private Konflikte. Im NT bezeichne das in Mt 5,43 verwendete Wort echthros (lat. inimicos) den persönlichen, polemios (lat. hostis) dagegen den öffentlichen Feind. Jesus verlange nicht, „daß man die Feinde seines Volkes lieben und gegen das eigene Volk unterstützen soll“. So hätten Christen nie erwogen, „man müsse aus Liebe zu den Sarazenen oder Türken Europa, statt es zu verteidigen, dem Islam ausliefern.“ Schmitts Begrenzung des Gebots auf den Privatbereich fand im Kalten Krieg in den 1980er Jahren erneut Anhänger, etwa Gerd-Klaus Kaltenbrunner.

### Dietrich Bonhoeffer
Dietrich Bonhoeffer glaubte als von Martin Luther und Karl Barth geprägter Theologe an die Gegenwart Jesu Christi in der durch ihn konstituierten Gemeinschaft seiner Nachfolger: Diese könnten seinen Weg in der mündigen, nicht auf Religion angewiesenen Welt nur im vorbehaltlosen aktiven Dasein für andere Menschen bezeugen.
Seitdem Bonhoeffer 1930 in den USA die Bergpredigt neu las und das Social Gospel kennenlernte, interessierte ihn die praktische Zusammenarbeit von Christen und Nichtchristen für ein politisch wirksames Friedenszeugnis. Er plante bis 1937, bei Gandhi in Indien zu studieren, um von seiner Methode der Gewaltfreiheit zu lernen. Seit April 1933 sah er diese Methode auch als Impuls für einen christlich motivierten Widerstand gegen den Nationalsozialismus; das isolierte ihn im Pfarrernotbund. 1934 lernte er in London Anhänger Gandhis wie Charles Freer Andrews und Mirabai kennen und zitierte Gandhis Zentralsatz Es gibt keinen Weg zum Frieden, Frieden ist der Weg in seiner Friedenspredigt in Fanö. Auf Bitte von Bischof George Kennedy Allen Bell lud Gandhi Bonhoeffer im Oktober 1934 ein, in seinem Ashram zu leben und ihn eine Weile zu begleiten. Die Ereignisse im deutschen Kirchenkampf vereitelten den Plan. Doch Bonhoeffer führte das illegale Predigerseminar der Bekennenden Kirche in Finkenwalde von 1935 bis 1937 auch nach Gandhis Prinzip der Einheit von Leben und Lehre.
In dem Buch Nachfolge (1937) legte Bonhoeffer die Bergpredigt für angehende Pastoren der BK mit deutlichem Bezug zur NS-Zeit aus. Er betonte: Weil Jesus die Tora durch seinen Kreuzestod erfüllt habe, lehre er sie zu erfüllen. Die herkömmliche Trennung des Glaubens vom aktiven Befolgen seiner Gebote sei „billige Gnade“. Nachfolge sei „außerordentliche“, zum Martyrium bereite Existenz. Weil Jesus das Böse am Kreuz überwunden habe, sei das Überwinden des Bösen nur durch leidende Liebe möglich.
Von da aus verstand Bonhoeffer Feindesliebe als notwendige Antwort der berufenen Nachfolger Jesu auf eine ihnen bevorstehende Christenverfolgung: Nachfolge provoziere zwangsläufig Feindschaft, weil sie als revolutionäre Gefährdung der gegebenen Gesetzesordnung und Volksfrömmigkeit wahrgenommen werde. Darauf könnten sie wiederum nur mit dem ganz auf Jesus Christus konzentrierten, verborgenen, unspektakulären, alltäglichen Dienst an der feindlichen Umgebung reagieren. Er betonte gegen die liberale Theologie, Jesus habe keine Veränderung der Feinde erwartet: „Der Feind bleibt, ungerührt von meiner Liebe.“ Gleichwohl gelte:

„Aber nicht danach soll die Liebe fragen, ob sie erwidert wird, vielmehr sucht sie den, der ihrer bedarf. Wer aber ist der Liebe bedürftiger als der, der selbst ohne alle Liebe im Haß lebt? Wer ist also auch der Liebe würdiger als mein Feind? … Die Feindesliebe führt den Jünger auf den Weg des Kreuzes und in die Gemeinschaft des Gekreuzigten. Aber je gewisser der Jünger auf diesen Weg gedrängt wird, desto gewisser bleibt seine Liebe unüberwunden, desto gewisser überwindet sie den Hass des Feindes; denn sie ist ja nicht seine eigene Liebe. Sie ist ganz allein die Liebe Jesu Christi, der für seine Feinde zum Kreuz ging und am Kreuz für sie betete. Vor dem Kreuzesweg Jesu Christi aber erkennen auch die Jünger, dass sie selbst unter den Feinden Jesu waren, die von seiner Liebe überwunden wurden. Diese Liebe macht den Jünger sehend, dass er im Feind den Bruder erkennt, dass er an ihm handelt wie an seinem Bruder.“

In diesem Glauben beteiligte sich Bonhoeffer seit 1938 aktiv am Widerstand gegen die NS-Diktatur. 1944 wurde er deswegen inhaftiert. In einem seiner Gefängnisbriefe (Dezember 1944) betonte er den im AT bezeugten endgültigen Rang des Rechtswillens Gottes: „…nur wenn der Zorn und die Rache Gottes über seine Feinde als gültige Wirklichkeit stehen bleiben, kann von Vergebung und von Feindesliebe etwas unser Herz berühren.“ Bonhoeffer begründete Feindesliebe also nicht mit Vernunft, messbaren Erfolgsaussichten und einer Besserung des Feindes, sondern allein mit Gottes zuvorkommender Feindesliebe für alle Menschen im Kreuzestod Jesu Christi, die nur durch seine Auferstehung endgültig legitimiert sei. Dies wird als Beispiel einer genuin theologischen Auslegung rezipiert. 1945 wurde Bonhoeffer auf Befehl Adolf Hitlers ermordet.

### Martin Luther King
Martin Luther King wurde 1947 in den USA von George D. Kelsey, einem Theologen des Social Gospel, an die Bergpredigt und die Historisch-kritische Exegese herangeführt. Während seiner theologischen Ausbildung lehnte er einen strikten Pazifismus ab. 1950 an der Howard University wurde er auf Gandhi aufmerksam. Dieser hatte die Rassentrennung zwischen Schwarzen und Weißen in den USA 1934 als „Negation der Zivilisation“ beurteilt und prophezeit: „Es kann sein, dass die unverfälschte Botschaft der Gewaltfreiheit durch die Schwarzen der Welt mitgeteilt wird.“ Vertreter der Afroamerikaner hatten Gandhi mehrfach besucht. Aus Gandhis Konzept der Satyagraha gewann King sein sozialpolitisches Verständnis von Feindesliebe (Mt 5,40.43), die ihm zuvor nur für individuelle, nicht soziale Konflikte zwischen Rassen und Nationen geeignet erschienen war: „In seiner Lehre von Liebe und Gewaltfreiheit entdeckte ich die Methode für eine Sozialreform, nach der ich schon so viele Monate gesucht hatte.“ Dabei, so King, schuf Jesus Christus seine Inspiration und Motivation, Gandhi seine gewaltfreie Methode.
Jesu Gebot der Feindesliebe wurde zu einem Leitmotiv in Kings Predigten, mit dem er Gewaltfreiheit begründete. 1952 predigte er erstmals über Mt 5,44: Entgegen der verbreiteten Meinung, dieses Gebot sei unerfüllbar, sei Feindesliebe kein utopischer Traum, sondern „eine absolute Notwendigkeit für das Überleben unserer Zivilisation“ und „der Schlüssel zum Lösen des Problems der Welt“. Zwar erscheine Feindschaft oft grundlos, könne aber aus übersehenen eigenen Fehlern entstehen. Darum habe Jesus verboten, andere zu verurteilen (Mt 7,3–5 ). Feindesliebe bedeute also, sich selbst zu prüfen, dem Feind gute Eigenschaften zuzugestehen und Chancen, ihn zu schlagen, nicht auszunutzen. Denn Hass mit Hass zu erwidern zerstöre alle Beteiligten und die ganze Persönlichkeit. Liebe dagegen trage eine erlösende Kraft in sich.
Seit dem Montgomery Bus Boycott 1955 spitzte King seine Auslegung zu. Am 17. November 1957 führte er aus: Jesus sei klar gewesen, dass Liebe zu jenen, die einen schlagen und Böses über einen sagen, schwer und schmerzhaft sei. Aber er habe nicht gespielt und nicht orientalisch übertrieben, sondern sein Gebot sei die Basis seiner ganzen Lehre. Christen müssten daher unbedingt lernen, wie und warum sie es praktisch befolgen können. Entscheidend sei die Erkenntnis der individuellen und kollektiven Ursachen der Feindschaft. Zwar könnten Christen den Kommunismus, wonach der Zweck die Mittel heilige, nicht bejahen, müssten aber zugleich erkennen: Demokratie werde für materiellen Luxus, für Unterdrückung, Kolonialismus und Imperialismus missbraucht. Dieses Versagen habe kommunistische Erfolge und viele Revolten in Afrika und Asien mitverursacht. – Daher beginne Feindesliebe mit dem Verzicht, andere zu verurteilen und eigene Vergehen zu ignorieren. Wenn man den Kampf zwischen Gut und Böse in der eigenen Seele wahrnehme, könne man auch im Anderen, egal was dieser tue, Gottes Ebenbild erkennen. Gegen aufsteigenden Hass komme es darauf an, sich auf den unverlierbaren guten Kern des Gegners zu konzentrieren: Dann ändere sich die eigene Einstellung. – Mit „Liebe“ habe Jesus nicht erotische, sympathische oder sentimentale Gefühle gemeint, sondern einen verständnisvollen, kreativen, erlösenden guten Willen für alle Menschen, der nichts für sich verlange: Gottes eigene überfließende Hingabe (griech. agape). Feindesliebe beginne, wo wir Menschen lieben, nicht weil sie sympathisch seien, sondern weil Gott sie liebe.
Weihnachten 1957 betonte er: Nur die Vergebung der Unterdrückten gegenüber den Unterdrückern könne die Ungerechtigkeit verändern und das Rassenproblem dauerhaft lösen. Feindschaft werde durch Hass nur vervielfacht; sie zerstöre nicht nur den Gehassten, sondern auch den Hassenden. Nur Liebe zum Feind könne diesen in einen Freund verwandeln und so die Feindschaft überwinden.
1959 besuchte King in Indien Angehörige und Freunde Gandhis. Nach seiner Rückkehr predigte er über die Bedeutung des Salzmarsches und des Fastens gegen den Ausschluss der Unberührbaren für den Befreiungskampf der Afroamerikaner. Er war überzeugt, dass nur ebensolcher gewaltfreier Widerstand das Rassenproblem in Amerika lösen werde.
Malcolm X kritisierte King 1963 öffentlich: Er sei nur ein „Onkel Tom“ des 20. Jahrhunderts, der die Schwarzen mit der Lehre der Feindesliebe vom Widerstand abhalte und wehrlos gegenüber dem heutigen Bluthund oder dem Ku Klux Klan mache. Er lulle sie in den Schlaf, damit sie den Leuten vergäben, die sie 400 Jahre lang brutal behandelt hätten, und deren Taten vergäßen. Dagegen lehre Elijah Muhammad (der damalige Führer der Gruppe Nation of Islam) sie, dass Gott ganz auf ihrer Seite sei, um sie gegen den zum Untergang verdammten feindlichen Unterdrücker zu einen. So habe auch Moses die unterdrückten Israeliten beim Auszug aus Ägypten zur Trennung vom Pharao geführt. Historisch erfolgreiche Revolutionen seien nie ohne Gewalt und Blutvergießen erfolgt. Nur die sogenannte Revolution der Afroamerikaner beruhe auf Feindesliebe und beschränke ihr Ziel darauf, neben den Weißen in Bussen, Restaurants, Theatern und Toiletten sitzen zu dürfen. Sie verlange im Grunde nur eine Rückkehr in die Plantagen der Sklaverei, weil jemand die Schwarzen gelehrt habe, wie ein narkotisierter Patient friedlich zu leiden.
King betonte dagegen die Kraft der Feindesliebe, die sich in machtvolle direkte Aktionen hinein organisiere, und den großen Unterschied zwischen stagnierendem passivem Nicht-Widerstand, der im Einverständnis mit den Zuständen Ende, und Gewaltfreiheit, die dem Übel auf sehr starke und entschiedene Weise widerstehe. Es sei nach allen Erfahrungen unwahr, dass die Unterdrücker von Feindesliebe inspirierte Gewaltfreiheit angenehm fänden und unterstützten. Vielmehr hätten diese Aktionen vielfach ein Bewusstsein von Scham und Schuld bewirkt. Zwar vermehre die Brutalität der Polizei das Risiko gewaltsamer Vergeltung durch Schwarze. Aber deren große Mehrheit habe die Philosophie der Gewaltfreiheit verstanden und sei bereit, auch Gewalt von Polizeihunden und anderen brutalen Methoden zu empfangen, ohne andere in Gegengewalt zu verwickeln. Diese sei immer von nicht an Demonstrationen, Massentreffen und gewaltfreien Arbeitsgruppen Beteiligten ausgegangen. Deshalb sei das theoretische Lehren und praktische Einüben der Gewaltfreiheit entscheidend, um die Masse der Unbeteiligten zu überzeugen.

### Befreiungstheologie
Das 1985 erschienene Kairos-Dokument einer multikonfessionellen Gruppe afrikanischer Befreiungstheologen legte Feindesliebe als notwendigen Bestandteil eines gesamtkirchlichen Widerstands gegen das Apartheid-Regime in Südafrika aus. In einer Situation struktureller Ungerechtigkeit sei Versöhnung nur durch Gerechtigkeit für die Unterdrückten möglich, also durch Abschaffung des Gesellschaftssystems, das sie unterdrücke. Die Kirche könne Gewalt von Unterdrückten nur glaubwürdig zurückweisen, wenn sie praktisch an ihrer Seite stehe und die strukturelle Gewalt des Regimes delegitimiere. Sie müsse Gott mehr gehorchen als den Menschen und darum unter Umständen Staatsgesetze missachten. Damit mache sie sich zwangsläufig Feinde unter den Reichen und Unterdrückern. Denn Jesus habe nicht Frieden, sondern Trennung als Folge seiner Botschaft angekündigt (Mt 10,34 ; Lk 12,51 ) und nicht davon gesprochen, dass es keine Feinde zu lieben gebe. Die Bibel zeige klar, dass er die bestehende Ordnung wie Mose gegenüber dem Pharao herausgefordert und damit deren Feindschaft aufgedeckt und auf sich gezogen habe. Dies zu leugnen verwandle „Versöhnung“ in eine Ideologie der Unterdrücker und „Liebe“ in Abwehr jeder wirksamen Herausforderung des etablierten ungerechten Systems.

### Neuere Auslegungen
Heutige Exegeten fragen nach den historischen Umständen des Gebots, seiner Begründung, seiner Reichweite (welche „Feinde“ und welches Verhalten mit „Lieben“ gemeint sind) und seinem Ziel.
Trotz Anerkennung jüdischer Parallelen und Vorläufer bezeichnete der Neutestamentler Georg Strecker Jesu Gebot als „Gipfelpunkt der Gottesforderungen […], die Jesus der Tora und ihrer jüdischen Überlieferung entgegengestellt hat.“ Peter Stuhlmacher meinte, erst Jesus habe „die jüdische Begrenzung“ der Nächstenliebe aufgehoben.
Klaus Haacker wies diese Entgegensetzung als exegetisch unhaltbar zurück: Jesu Gebot richte sich gerade nicht gegen das Judentum, sondern gegen ein nichtjüdisches, für „Zöllner“ und „Heiden“ als typisch erachtetes Verhalten. Jesus bekräftige hier nur die ursprüngliche Absicht des Nächstenliebegebots, das Vergebung statt Hass und Rache und Versöhnung mit Streitgegnern verlange, also Feindesliebe beinhalte. Dies gehöre für den Redaktor der Bergrede gerade zur geforderten Erfüllung der ganzen Tora (Mt 5,17). Auch dass Jesus hier das auf den „Volksgenossen“ begrenzte Nächstenliebegebot entgrenze, sei eine Fehldeutung: Das hebräische Wort für „Nächster“ werde zwar im AT meist auf Mitjuden bezogen, bedeute aber „Mitmensch“ und schließe daher auch den Feind ein. Auch Wolfgang Stegemann betont, dass schon das Gebot der Nächstenliebe ein „Feindesliebegebot“ ist, weil es Überwinden von Hass, Rache und Feindschaft verlangt und Fremde einschließt. Dass Jesus es erweitert, entgrenzt und beispiellos verschärft habe, sei eine traditionelle christliche Fehldeutung. Er habe nur den Begriff des Feindes, nicht das gebotene Verhalten ergänzt.
Gerd Theißen (1989) erklärte die synoptischen Feindesliebetexte aus der Situation der Jesusbewegung vor und nach dem jüdischen Aufstand gegen die Römer (66–70): Im Anschluss an Jesus hätten die Urchristen einander ermahnt, anders als die Zeloten auf Rache und Gegengewalt gegen die Unterdrücker zu verzichten, um ihre Würde und Existenz als bedrohte, marginalisierte Randgruppe zu bewahren. Gütiger Verzicht auf Rache an Feinden sei ursprünglich Privileg mächtiger Herrscher gewesen, aber zur Zeit Jesu von jüdischen Volksmengen erfolgreich als gewaltfreies Protestmittel gegen Provokationen römischer Statthalter wie Pontius Pilatus und Petronius eingesetzt worden.
Gegen Carl Schmitt betonte Wilfried Nippel (2003): Echthros umfasse im NT auch öffentliche Gegner aller Juden und Christen. Das Mt 5,44 benachbarte Gebot, für die Verfolger zu beten, deute auf politische Feinde damaliger Juden hin. Werner Wolbert (2005) zufolge wurde „Nächster“ im damaligen Judentum meist auf Israeliten und Fremde in Israel bezogen, so dass „Feinde“ hier wohl ausländische Gegner des Gottesvolks bezeichne und deren „Sünder“-Sein einschließe. Auch für Wolfgang Huber (2008) entkräftet Jesu Gebot Schmitts Freund-Feind-Denken mit dem Hinweis auf Gottes unparteilichen und universalen Segen. Ideologien der Totfeindschaft und Versuche, Feindschaft ständig zu erneuern, erwiesen sich damit als Gottesleugnung. Jesu Gebot setze Feindschaft voraus, ermögliche aber, den Feind anders wahrzunehmen als bisher, weil auch er auf Gottes „Erbe“, ein zukünftiges gerechtes gewaltfreies Leben, hoffen dürfe. Luthers Unterscheidung zwischen persönlichem Rechtsverzicht und politischer Rechtsdurchsetzung habe zwar zu Recht an die Verantwortung für andere erinnert. Aber in Konflikten gehe es gerade um die Chancen für ein Zusammenleben, nicht bloß um das Durchsetzen eigener Interessen, so dass Feindesliebe auch für Politik relevant sei. Sie sei in gewaltfreien Gesellschaftsveränderungen wirksam geworden, etwa in Südafrika seit 1990.
Martin Honecker (2010) unterschied einen theologischen und einen zweckrationalen Auslegungstyp:

„Ist Feindesliebe die Entsprechung zur Liebe Gottes als Liebe zu Feinden Gottes, zu Sündern? Gott hat, so das Bekenntnis des christlichen Glaubens, seine Liebe zu den Unversöhnten und Gottfernen im Kreuz Jesu Christi offenbart. Oder beruht Feindesliebe auf einer vernünftigen, rationalen Überlegung, weil sie zur ‚Entfeindung‘ beiträgt und gerade damit durch das nicht auf Gegenseitigkeit angelegte Verhalten unter Gegnern den Feind beschämt und überwindet und so als ‚intelligente Feindesliebe‘ Gewalt und Hass beendet? Feindesliebe wäre dann eine Strategie des Gewaltverzichts.“

Ob Nächstenliebe universal gelte, erweise sich im Konfliktfall mit dem Feind.
Eine theologische Auslegung vertritt Dietz Lange (2001): Feindesliebe sei „Gottes Macht, die das Verhältnis der Menschen untereinander verändert.“ Menschen gäben damit Gottes eigene versöhnende, leidensbereite Liebe zu den Menschen weiter, die aufgrund ihres Tuns eigentlich sein Gericht verdient hätten. Sie sei also eigentlich keine individuelle Reaktion auf individuell empfangene Vergebung, sondern ein notwendiger direkter Bestandteil der gesamten kirchlichen Verkündigung mit dem Ziel einer Gesellschaftsveränderung.
Eine zweckrationale Auslegung vertritt Pinchas Lapide (1983) mit seinem Begriff der „Entfeindungsliebe“. Er grenzte das gemeinte Handeln von emotionalen Missverständnissen ab: „Hier wird weder Sympathie noch Sentimentalismus gefordert, und schon gar nicht eine Selbstverleugnung, denn weder Gefühle noch das Martyrium können befohlen werden. Wohl aber das Tun, eine der häufigsten Vokabeln im jesuanischen Sprachschatz.“ „Lieben“ bedeute im biblischen Hebräisch etwa „tu deinem Feind Liebesdienste an“. Auch nach Dieter Witschen (2006) verlangt Jesu Gebot keine Zuneigung, sondern Achtung des Mitmenschen um seiner selbst willen, also die Bewährung der Nächstenliebe gegenüber Menschen, von denen man keinerlei Vorteile zu erwarten habe. Sie ziele auf die Beendigung von Feindschaft und sei insofern eine allgemeine moralische Pflicht. Auch Wilfried Härle (2011) betonte: „Aber Feindesliebe wie Nächstenliebe meinen nicht ein Gefühl von Zuneigung oder Sympathie, sondern eine von Herzen kommende und insofern gerne geschehende Zuwendung, und zwar eine, durch die der Feind als Mensch wahrgenommen und behandelt wird.“
Rainer Metzner (1995) betont mit vielen Exegeten den Zusammenhang des Vergeltungs- und Gewaltverbots Jesu mit dem Feindesliebegebot. Die Beispiele in Mt 5,38–42 verlangten kein bloß passives Nachgeben gegenüber Stärkeren und resigniertes Verzichten auf Widerstand, sondern unerwartetes, aktives Zugehen auf Feinde, um bei diesen Nachdenken auszulösen und so Veränderungspotential freizusetzen: „Christen haben die Spirale der Gewalt durch das Tun des Guten, das für den anderen überraschend ist und ihn deshalb 'entwaffnet', zu überwinden.“ Auch Traugott Koch (2004) zufolge bedeutete „Lieben“ damals ein nachdrückliches Interesse am friedlichen Zusammenleben mit Anderen, das nicht von Gegenseitigkeit abhänge. Feindesliebe entspreche dem Reich Gottes, in dem für Feindschaft und Hass kein Raum mehr sei. Sie sei unbedingte und darum universal unbegrenzte „Befreiung aus dem Zwang der Selbstdurchsetzung“. Sie lasse sich vom Feind keine feindseligen Reaktionsmuster aufzwingen und suche unaufhörlich nach Wegen aus der Feindschaft: „Komme mit allen Kräften des Verstandes aus der Spirale von Haß und Gewalt und Vergeltung, in der nur Böses mit Bösem fortgesetzt wird, heraus! Unterbrich die Kette von Gewalt und Gegengewalt. Es muss ein Ende haben mit dem Zurückschlagen. Suche das unbedingt zu erreichen, auch wenn es unter den gegebenen Bedingungen schier aussichtslos erscheint! Gib also nicht auf“. Auch Hans Gleixner (2005) betonte den Zusammenhang der Feindesliebe mit Jesu Reich-Gottes-Botschaft und seinem Tod am Kreuz: Durch sein Leben und Sterben habe er der Vergeltungslogik die Logik der Vergebung entgegengestellt. Das eröffne die „Möglichkeit, das Unrecht von Gott her in der Wurzel (radix) zu besiegen“ und die Kettenreaktion von Hass und Gewalt zu durchbrechen. Dazu müsse letztlich jemand „zugefügtes Leid auszuhalten bereit sein, ohne es an die Mitwelt weiterzureichen.“
Trutz Rendtorff (2011) unterschied ebenfalls zwei Auslegungstypen: Pragmatische „Entfeindung“ setze die Erfüllbarkeit des Gebots voraus und suche sofort nach konkreter Umsetzung. Sie versuche das Nichtfeindliche im Konflikt aufzudecken, gemeinsame humane Werte zu stärken, Feindbilder abzubauen, durch Vertrauensvorschuss Verständigung mit dem Feind herzustellen und so die Störung in der Relation zu ihm aufzuheben. Das lege nahe, es gehe nur um das Ausräumen von Missverständnissen und Korrigieren falscher Wahrnehmungen, und entschärfe so das Gebot. Der theologische Auslegungstyp dagegen verstehe es als unerfüllbare, utopische Forderung, die die Grenzen der auf Reziprozität beruhenden Grundordnung menschlichen Zusammenlebens aufdecke, ethische Selbstgewissheit zerstöre und „so den Weg vom ethischen Gesetz zum Gnadenzuspruch des Evangeliums bahne.“ Jesu Gebot verdeutliche, dass Nächstenliebe auch dann unbedingt geboten sei, wenn sie keine Gegenliebe zu erwarten habe. Sie solle die Lebensführung unabhängig vom Verhalten Anderer und den Umständen bestimmen und müsse sich deshalb gegenüber Feinden bewähren. Damit werde der Angeredete aus sozialen Bindungen gelöst und ganz auf sich gestellt. Was zu tun sei, könne er nicht mehr an konventionellen Regeln orientieren.
Uwe Birnstein (2011) sah Begrenzungen von Feindesliebe auf den Klerus, den Privatbereich, auf ein pädagogisches Mittel zur Annahme der Gnade oder eine zeitbedingte apokalyptische Naherwartung als Ausweichen: Jesus habe gemeint, was er sagt, und seinen Hörern eine aktive, risikobereite, gewaltfreie Provokation zum Durchbrechen alter Verhaltensmuster zugemutet. Dies beinhalte die Chance, mit Feinden, nicht gegen sie, Lösungen für akute Konflikte zu finden.

## Philosophie

### Altertum und Antike
Frühe Philosophie des Altertums und der Antike kennt kein explizites Gebot der Feindesliebe, aber ihm ähnelnde Tugendregeln. In der Bibliothek Assurbanipals (≈ 669–627 v. Chr.) fand sich der Rat: „Vergelte nicht Böses dem Menschen, der mit dir disputiert. Belohne mit Freundlichkeit deinen Übeltäter. Übe Gerechtigkeit gegenüber deinem Feind. Lächle gegenüber deinem Gegner. Wenn der, der dir übel will, …, gib ihm Nahrung.“ Ähnliche Sprüche gab es auch in Altägypten, etwa: „Übe keine Vergeltung, damit Gott dir nicht das Unrecht vergelte“.
Im Laozi zugeschriebenen Daodejing (≈ 400 v. Chr.) findet sich der Rat: „Vergilt Feindschaft mit Wohltun.“ Konfuzius soll diesem Rat nach dem Lun Yu (entdeckt 150 v. Chr.) auf Anfrage widersprochen haben: „Es fragte jemand: ‚Durch Güte Unrecht zu vergelten, wie ist das?‘ Der Meister sprach: ‚Womit soll man dann Güte vergelten? Durch Gerechtigkeit vergelte man Unrecht, durch Güte vergelte man Güte.‘“
Sokrates forderte laut Platon in Kriton (≈ 399–385 v. Chr.), Unrecht nie mit Unrecht zu vergelten. Platon selbst verlangte in Gorgias (nach 399 v. Chr.), lieber Unrecht zu erleiden als Unrecht zu tun. Beides gilt als Analogie zu Mt 5,38 bzw. Röm 12,17.
Marcus Tullius Cicero widersprach in De officiis (44 v. Chr.) der Ansicht, „Feinden müsse man heftig zürnen“: „… denn nichts ist lobenswerter, nichts eines großen und trefflichen Mannes würdiger als Versöhnlichkeit und Milde.“ Diese seien jedoch nur so weit zu billigen, wie sie der Staatserhaltung nützten. Besonders Vertreter der jüngeren Stoa erörterten und verlangten ein der Feindesliebe nahekommendes Verhalten. Seneca riet in De beneficiis (≈ 60–65): „Wenn du die Götter nachahmst…, dann gib auch den Undankbaren Gutes; denn die Sonne geht auch über die Verbrecher auf und den Piraten stehen die Meere offen.“ Der Grund dafür war sein Glaube an eine gesetzmäßige Vorsehung in der Natur, dem das Ideal eines leidenschaftslosen Verhaltens entsprechen sollte. Epiktet (≈ 50–125) stellte in seinen Lehrgesprächen einen Spartaner als beispielhaft dar, der einen jungen Mann, der ihm ein Auge ausgeschlagen habe, wie einen Sohn zu einem tüchtigen Mann erzogen habe. Als vorbildlichen Zug des Wanderlebens von Kynikern hob Epiktet hervor: „Er muß sich schlagen lassen wie ein Hund und als Geschlagener die lieben, die ihn schlagen – als ein Vater aller, als Bruder.“ Mark Aurel nannte in seinen Selbstbetrachtungen (170–180) vier Gründe für den Verzicht auf Vergeltung gegenüber „denen, die sich an uns vergangen haben“: die kurze Lebensdauer, die Wesensverwandtschaft aller Menschen, mögliche Unkenntnis des Gegners, der die Folgen seines Handelns nicht ausreichend bedacht habe, sowie das Unberührtsein der unsterblichen Seele durch Feindschaft.
Für den Neuplatoniker Hierokles von Alexandria (5. Jahrhundert) verlangte die Pflicht zu Gerechtigkeit und Menschenfreundlichkeit, auch die „Schlechten“, die keinen Anlass zu Freundschaft gäben, „wegen der gemeinsamen menschlichen Natur“ ebenso gut zu behandeln wie die „Guten“. „Rechtschaffene“ könnten auch Unrechtstäter nicht als Feinde betrachten.

### Aufklärung
Die Philosophie der Aufklärung hat gegenüber heteronomer, religiöser Tradition versucht, ethisches Verhalten durch autonome Vernunft zu begründen. Immanuel Kants Kategorischer Imperativ (1785) übersetzte die jüdisch-christliche Goldene Regel in eine allgemein einsehbare Handlungsmaxime:

„Handle nur nach derjenigen Maxime, durch die du zugleich wollen kannst, dass sie ein allgemeines Gesetz werde.“

Alles hängt hier vom guten Willen des Einzelnen ab.
Kant fragte an anderer Stelle: „Wie kann man aber lieben, wenn der andere nicht liebenswürdig ist?“ Er antwortete: Man könne dem „Lasterhaften“, der keinen guten Willen besitze und sich keinem Sittengesetz verpflichtet fühle, „nicht alle Achtung versagen, die ihm wenigstens in der Qualität eines Menschen nicht entzogen werden kann; ob er zwar durch seine That sich derselben unwürdig macht.“ Als pflichtgemäße Haltung gegenüber dem „Bösewicht“ empfahl Kant, „zwischen dem Menschen und seiner Menschheit“ zu unterscheiden. Liebe sei hier „keine Neigung, sondern ein Wunsch, damit der andere des Wohlgefallens würdig wäre. Wir sollen geneigt sein zu wünschen, den anderen der Liebe würdig zu finden.“
Kant verstand Feindesliebe demnach als Achtung der erwünschten Menschenwürde von amoralischen Personen, bezog diese Achtung also nur auf ihre Zugehörigkeit zur Gattung Mensch, nicht auf ihre Einzelpersönlichkeit. Diese Differenzierung kritisierte etwa Hermann Cohen (Kants Begründung der Ethik, 2. Auflage. 1910) als Widerspruch zur Selbstzweckformel Kants: „Handle so, dass du die Menschheit sowohl in deiner Person, als in der Person eines jeden anderen jederzeit zugleich als Zweck, niemals bloß als Mittel brauchst.“ Mit diesem Imperativ habe Kant die Trennung der Person jedes Einzelnen von seiner „Menschheit“ gerade ausgeschlossen.

### Neuzeitliche Kritik
Friedrich Nietzsche kritisierte die gesamte jüdisch-christlich geprägte Ethik als eine „rachsüchtige List der Ohnmacht“ von Unterdrückten gegenüber der natürlichen Selbstbehauptung der Stärkeren:

„»lasst uns anders sein als die Bösen, nämlich gut! Und gut ist Jeder, der nicht angreift, der nicht vergilt, der die Rache Gott übergibt […]« – so heißt das, kalt und ohne Voreingenommenheit angehört, eigentlich nichts weiter als: »wir Schwachen sind nun einmal schwach; es ist gut, wenn wir nichts tun, wozu wir nicht stark genug sind«; aber dieser herbe Tatbestand, diese Klugheit niedrigsten Ranges, welche selbst Insekten haben (die sich wohl totstellen, um nicht »zu viel« zu tun, bei großer Gefahr), hat sich dank jener Falschmünzerei und Selbstverlogenheit der Ohnmacht in den Prunk der entsagenden, stillen, abwartenden Tugend gekleidet – gleich als ob die Schwäche des Schwachen selbst […] eine freiwillige Leistung, etwas Gewolltes, Gewähltes, eine That, ein Verdienst sei.“

Nietzsche nahm Feindesliebe als Versuch des Christentums wahr, dem unmittelbaren Lebensgenuss die Kraft zu rauben. Mit Hinweis auf Mt 5,46  („…welchen Lohn werdet ihr haben?“) deutete er Feindesliebe als Egoismus, der sich von Freundlichkeit gegenüber Feinden Nutzen und Profit erhoffe: „Princip der christlichen Liebe: Sie will zuletzt gut bezahlt sein.“ Er sah das Gebot als zwangsläufige Reaktion auf Ohnmacht: „Freilich, wenn ein Volk zugrunde geht, dann muss sich auch sein Gott verändern. Er wird jetzt Duckmäuser, furchtsam, bescheiden, räth zum 'Frieden der Seele', zum Nicht-mehr-Hassen, zur Nachsicht, zur 'Liebe' selbst gegen Freund und Feind.“
Max Weber verstand fernöstliche, jüdische und christliche Feindesliebe-Regeln in seinen zwischen 1915 und 1920 entstandenen religionssoziologischen Aufsätzen als typisches Kennzeichen von Erlösungsreligionen. Diese hätten die menschliche Unvollkommenheit als unaufhebbare Ursache allen Leidens gedeutet und darauf mit übersteigerter Gesinnungsethik reagiert. Feindesliebegebote tendierten auf eine objektlose, universalistische Brüderlichkeit über den eigenen Sozialverband hinaus. Dieses Streben sei unvermeidbar mit den Gesetzmäßigkeiten von interessengeleiteter Politik und Ökonomie in Konflikt geraten. Darauf hätten Erlösungsreligionen wiederum mit Weltflucht und irrationaler Wirtschaftsfeindlichkeit reagiert.
Sigmund Freud kritisierte die Gebote der Nächsten- und Feindesliebe in seinem Essay Das Unbehagen in der Kultur (1930) als identischen, übersteigerten, unrealistischen Altruismus. Nächstenliebe entwerte die Liebe zu Freunden, indem sie Fremde ihnen gleichstelle und diese einlade, andere auszunutzen. Sie verleugne die Realität des Aggressionstriebes. Solange Menschen sich verschieden verhielten, schädige die Befolgung dieser Gebote die „Kulturabsichten, indem sie direkte Prämien für das Bösesein aufstellt.“ Diese Naivität sei einem Glauben an das Absurde vergleichbar. Andererseits bejahte Freud die Sublimation von Aggression und Sexualität als wesentlichen Antrieb für Kultur und Zivilisation.
Mao Zedong erklärte 1942 in einer Rede vor Parteigenossen in Yan’an: Liebe könne wohl Ausgangspunkt für Kunst und Literatur sein, aber nur als Liebe zum Proletariat und Dienst an seinem Befreiungskampf. „In der Welt gibt es ebensowenig eine grundlose Liebe wie einen grundlosen Haß.“ Beide seien Produkte des Klassenkampfs. Herrschende Klassen und viele sogenannte Weise hätten eine allumfassende Menschenliebe gepredigt, diese aber nie wirklich praktiziert, „denn in der Klassengesellschaft ist sie unmöglich“: „Wir können Feinde nicht lieben, können die widerwärtigen Erscheinungen in der Gesellschaft nicht lieben, unser Ziel ist ihre Vernichtung.“ Erst nach der weltweiten Abschaffung der Klassen sei wahre Menschenliebe möglich.
Anton Szandor LaVey, Begründer des seit 1966 organisierten Satanismus, kritisierte Feindesliebe im Anschluss an den im Buch Might is Right dargelegten Sozialdarwinismus als unnatürliche und menschenunwürdige Selbstaufgabe:

„Liebe deine Feinde und tu Gutes denen, die dich hassen und benutzen: Ist das nicht die widerwärtige Philosophie des Spaniels, der sich auf den Rücken rollt, wenn er getreten wird?“

### Paul Ricœur
Der französische Philosoph Paul Ricœur widersprach 1998 Nietzsches Deutung der Feindesliebe. Denn Jesus setze ein „absolutes Maß der Gabe“ ohne Hoffnung auf Gegenleistung. Als Wagnis, das fehlschlagen könne, schließe seine Liebe jedes Nutzenkalkül aus. Gerade weil sie nicht auf Gegenseitigkeit aus sei, erwarte sie einen nichtkommerziellen Austausch: „dass nämlich mein Feind eines Tages mein Freund werden könnte.“ Sie beinhalte die Hoffnung, dass eine neue Gegenseitigkeit entstehe, indem der unverdient mit Liebe Beschenkte sich irgendwann dankbar zeige und ebenfalls mit freier, asymmetrischer Gabe antworte. Diese „Logik der Überfülle“ („ich gebe, um zu geben“; ich ver-gebe) solle die alltägliche Entsprechung zwischen Geben und Nehmen nicht ersetzen, aber vor Missbrauch und Perversion (do ut des: „ich gebe, damit du gibst“) bewahren. Sie wolle die Trennung zwischen Bösen und Guten, Gerechten und Ungerechten überwinden. Daher mache sie den Beteiligten die „ursprüngliche Verleihung der Existenz“ (das Geschenk gemeinsamen Lebens, Mt 5,45) bewusst, ihr Angewiesensein auf den guten Willen des Anderen und auf die nicht machbare Wiederherstellung der als „sehr gut“ intendierten Welt (Gen 1,31), also auf eine transzendente Erlösung.

### Projekt Weltethos
Das Projekt Weltethos von Hans Küng versucht, ethische Traditionen aller Weltreligionen in wenige gemeinsame, einfache Grundregeln zu integrieren und diese zeitgemäß für eine zukünftige menschengerechte, ökologische und soziale Weltordnung zu entfalten. Küng betont die Besonderheit von Jesu Feindesliebe gegenüber einer allgemeinen Menschenliebe, die auch Laozi gefordert habe, und der reziproken, auf Gegenseitigkeit angelegten Goldenen Regel. Er sieht in ihr eine „grandiose Idee“, die auch von Nichtchristen verstehbar sei, trotz ihrer Nichtbefolgung nicht mehr reversibel sei und die Welt langfristig humanisieren könne. Fraglich bleibt, ob das Besondere dieses Konzepts, nämlich die zuvorkommende Entfeindung des Feindes ohne Rücksicht auf die Selbsterhaltung, eine allgemein akzeptierte und tragfähige ethische Basis aller Weltreligionen werden kann.

## Politische Rezeption

### Völkerrecht
In der frühen Neuzeit wurde das Verhältnis von Feindesliebe zum Krieg erneut diskutiert. Die übliche Meinung vertrat Francisco Suárez (1548–1617): „Ebenso verstößt der Krieg nicht [wesensnotwendig] gegen die Feindesliebe. Denn wer in gerechter Sache Krieg führt, haßt nicht die Personen, sondern die Taten, die er gerechterweise bestraft.“
Jedoch entwickelten sich allmählich völkerrechtliche Regeln, die das Leben von Feinden nach Siegen und bei der Kriegführung schützen sollten. Der Schweizer Rechtswissenschaftler Johann Caspar Bluntschli etwa erklärte die Schonung von besiegten, gefangenen und verwundeten Kriegsgegnern und die erste Genfer Konvention von 1864 wie folgt: „So ward das christliche Princip der Feindesliebe in die bindende Form des Menschen- und Völkerrechts übersetzt.“ Auch die Unterscheidung von Zivilisten und Kombattanten bei der Kriegführung, die die Haager Landkriegsordnung von 1907 völkerrechtlich verbindlich machte, gilt als Versuch, Feindesliebe im Bereich staatlicher Politik zu verwirklichen.

### Friedensbewegung
In den 1980er Jahren zogen Teile der damaligen Friedensbewegung Feindesliebe heran, um den NATO-Doppelbeschluss, die Atomwaffen und militärische Abschreckungsstrategien zu kritisieren und die Abkehr von dieser Form der Verteidigung zu fordern. Carl Friedrich von Weizsäcker forderte 1980 eine Sicherheitspartnerschaft mit dem Ostblock. Er nannte die Einsicht, dass militärische Sicherheit nur mit dem Gegner gemeinsam erreichbar sei, also dessen Sicherheitsinteressen ebenso wie die eigenen berücksichtigen müsse, „intelligente Feindesliebe“. Horst-Eberhard Richter nannte Feindesliebe 1981 „eine der geistigen Wurzeln unserer Zivilisation“, die einen Ausweg aus dem „kollektiven Verfolgungswahn“ der atomaren Hochrüstung anbiete. Franz Alt folgerte 1983 aus Jesu Bergpredigt, der notfalls einseitige Verzicht der Bundesrepublik und der NATO auf neue Atomraketen seien möglich. Da Angstmache immer schon eine Bedingung für Krieg gewesen sei, sei Feindesliebe nur ein Ausdruck für intelligente Politik, die dem Feind die Angst nehme. Sie sei heute zur „Logik des Überlebens“ geworden. Zur Bundestagsdebatte über die „Nachrüstung“ von 1983 fragte er alle CDU/CSU-Bundestagsabgeordneten in einem offenen Brief: „Vertrauen wir noch dem Verkünder der Feindesliebe und der „Goldenen Regel“? Oder erklären wir ihn politisch zu einem Trottel, weil wir uns nicht der Mühe unterziehen zu bedenken, was Jesus uns heute zu sagen hat?“
Bundeskanzler Helmut Schmidt (SPD) und Bundespräsident Karl Carstens (CDU) hatten dagegen 1981 erklärt, Jesu Bergpredigt sei für die Realpolitik untauglich. Heiner Geißler (CDU) hatte die Bergpredigt im Bundestag mit atomarer Abschreckung für vereinbar erklärt und behauptet, die Pazifisten der 1930er Jahre hätten den Holocaust ermöglicht.
Dagegen erklärte Erich Fried in seinem Gedicht „Weltfremd“ (1981):

„Wer denkt, daß die Feindesliebe unpraktisch ist, der bedenkt nicht die praktischen Folgen der Folgen des Feindeshasses.“

Der ÖRK erklärte bei der Vollversammlung in Vancouver 1983:

„Die nukleare Abschreckung muß als strategische Doktrin, die im Namen der Sicherheit und Kriegsverhütung Atomwaffen gerechtfertigt hat, grundsätzlich verworfen werden, da sie im Widerspruch steht zum Glauben an Jesus Christus, der unser Leben und Friede ist. […] Atomare Abschreckung ist die Antithese des letztgültigen Glaubens an jene Liebe, die die Angst vertreibt. Sie kann niemals Grundlage eines echten Friedens sein.“

Die pazifistische Minderheitsposition der Friedenskirchen fand angesichts des fortgesetzten atomaren Rüstungswettlaufs und neuer Interventionskriege auch in den Großkirchen Zustimmung. Die katholische Gruppe Pax Christi begründete ihre „vorrangige Option für die Gewaltfreiheit“ beim Eintreten für Völkerfrieden mit Jesu Feindesliebe. Die evangelische Gruppe Ohne Rüstung Leben setzt sich aus demselben Grund für einen gesamtkirchlichen Verzicht auf bewaffnete zugunsten einer sozialen Verteidigung ein.
Auf Anregung einiger Friedenskirchen rief der ÖRK 2001 eine Dekade zur Überwindung von Gewalt aus und 2011 zu einem Gerechten Frieden auf, den er biblisch mit Jesu Christi Gesamtweg begründet: „Jesus lehrte uns, unsere Feinde zu lieben, für unsere Verfolger zu beten und keine tödlichen Waffen zu benutzen.“ Diese Lehre habe er bis zum Kreuzestod erfüllt; Gott habe seinen Weg durch seine Auferstehung für alle Menschen endgültig als zum Leben führend bekräftigt.
Die konfessionsübergreifende Gruppe Church and Peace unterstützt diese Vorstöße: „Das Leitmotiv der Überwindung des Bösen durch die göttliche Kraft der Feindesliebe, wie es im Leben und Lehre Jesu offenbart wurde, soll nun auch das zentrale Motiv des politischen Engagements der Kirchen werden.“ Ihre Vertreter kritisieren aber, dass der ÖRK staatliche Gewaltmittel, also Militärinterventionen, zum Schutz gefährdeter Bevölkerung weiterhin bejaht, ohne klare Kriterien dafür bereitzustellen und den Vorrang gewaltfreier Interventionen zu konkretisieren. Gegenüber der traditionellen großkirchlichen Erlaubnis von kriegerischer Gegengewalt habe Jesus Feindesliebe gerade bei aufgezwungener Gewalt geboten, also jede bewaffnete Gegengewalt delegitimiert.
Franz Alt bekräftigte 2002, Jesu Feindesliebe bedeute nicht: „Laß dir alles bieten.“ Sondern: „Sei klüger, phantasievoller und mutiger bei der wirklichen Friedenssicherung als dein Feind, versuche ihn zu verstehen.“ Dem entspreche nur eine Politik vorbeugender Konfliktverhütung, ein Verbot aller Waffenexporte und verbindliche Übereinkünfte auf eine schrittweise vollständige Abrüstung, die in Europa seit 1990 möglich geworden sei. Nur im Rahmen solcher konsequent verfolgten Ziele sei begrenzte militärische Verteidigung streng befristet vertretbar. Die frühere EKD-Ratsvorsitzende Margot Käßmann erklärte 2011: „Die Feindesliebe steht dem Waffenhandel diametral entgegen.“
Jean Lasserre betonte 2010, gewaltfreies Handeln sei keine bloße Kampftechnik, sondern ein umfassender Lebensstil und führe daher notwendig zu Feindesliebe, die dem ganzen Evangelium entspreche.

### Friedens- und Konfliktforschung
Friedens- und Konfliktforscher versuchen seit den 1960er Jahren, die Ursachen von Gewalt und Feindschaft genauer zu erkennen und gewaltfreie Lösungsstrategien zu entwickeln. Einige beziehen sich dazu auch auf Jesu Gebot der Feindesliebe. Einige christliche Theologen bejahen Friedensforschung ihrerseits als Versuch, Feindesliebe zu verwirklichen, oder setzen Feindesliebe und Gewaltfreiheit gleich.
Wolfgang Sternstein etwa folgerte 1971 aus dem Feindesliebegebot für Mitteleuropa anstelle militärischer Selbstverteidigung eine Strategie der prinzipiellen Gewaltfreiheit im Sinne Gandhis. Der Politikwissenschaftler Theodor Ebert entwickelte seit 1968 aus europäischen historischen Erfahrungen eine Theorie der sozialen Verteidigung als Alternative zu militärischer Abschreckung in hochgerüsteten Staaten. Er begründete diese wie folgt:

„Das Gebot der Feindesliebe fordert nicht, daß wir uns unterwerfen oder anbiedern, sondern daß wir auch den Gegner annehmen als einen – wie wir selbst – sündigen, von Hoffnungen, Ängsten und Aggressionen getriebenen Menschen. […] es stellt die Christen unter die Pflicht, den Geist der Feindschaft zu überwinden und nach Wegen zu suchen, wie in allen Bereichen – gerade auch in der Politik – an die Stelle von Feindschaft neue Formen des gemeinsamen Lebens und der Zusammenarbeit treten können.“

Johan Galtung entwarf ausgehend von der Idee des prinzipiellen Gewaltverzichts neue politische Konfliktlösungsstrategien. Martin Arnold sammelte mit seiner Forschung über Gütekraft viele Beispiele von Gewaltfreiheit im Sinne Gandhis. Marshall B. Rosenberg entwickelte eine Gewaltfreie Kommunikation, die den Feind erst gar nicht entstehen lassen soll. Er berief sich dazu auch auf Jesus.

### Feindesliebe im Antiterrorkrieg
Der Soziologe Jonathan Schell (USA) schlug 2003 eine weltweite „Kooperationsmacht gewaltfreien Handelns“ für eine demokratische Friedenspolitik im 21. Jahrhundert anstelle der im Antiterrorkrieg gezeigten „Zwangsmacht“ vor. Weil Gandhi wie Jesus Gewaltfreiheit mit Feindesliebe und diese mit einem Glauben an Gott begründet hätten, sei zu fragen, ob gewaltfreie Politik nur religiös und moralisch oder auch praktisch begründbar sei. In seiner Analyse historisch erfolgreicher gewaltfreier Revolutionen kam er zu dem Ergebnis, dass sie sich deren Vertreter alle von einer ultimativen Überzeugung leiten ließen, die sie eher Niederlagen und Tod akzeptieren ließ als Gewaltfreiheit aufzugeben. Er nannte diese Integrität ein „Leben in Wahrheit“. Um zu einer wirksamen Kooperationsmacht gegen die Zwangsmacht zu werden, bedürfe es eines freiwilligen, zwanglosen Einverständnisses der Akteure: Diese Richtschnur des Handelns könne die Liebe zur Freiheit selbst sein.
Militärgeistliche wie Bernd Schaller und Martin Dutzmann konkretisieren Feindesliebe im Bundeswehreinsatz in Afghanistan seit 2001 als seelsorgerlichen Rat an deutsche Soldaten, deren Kameraden von Afghanen getötet wurden, diese dennoch als Geschöpfe Gottes mit Familienangehörigen zu sehen, auf Rache zu verzichten und für ihre Umkehr zu beten, ohne auf gewaltsame Selbstverteidigung zu verzichten.
Der Präsident des evangelischen Kirchentages Reinhard Höppner forderte 2007 wegen Jesu Gebot einen „Dialog auf Augenhöhe“ mit Taliban und islamischen Terroristen: „Nur wo auch mein Feind einen menschenwürdigen Platz hat, kann Frieden werden.“ Auf die Frage, wie vernünftig Verhandlungen mit Terroristen seien, die ihre Dialogpartner vernichten wollten, antwortete er: Auch dann müsse man Situation und Logik des anderen zu verstehen versuchen und dazu „ein paar Schritte mit dem anderen gehen.“
Das 1982 von US-Friedensforscher Michael Nagler gegründete Metta-Center for Nonviolence rief 2011 zum zehnten Jahrestag der Terroranschläge am 11. September 2001 die Kampagne Love your Enemy aus: Sie solle die menschliche Würde durch Gewaltfreiheit wiederherstellen und das „Kriegssystem“, das auf Angst und Hass gegründet sei, mit einem stetig wachsenden Netzwerk kommunaler Gruppen langfristig überwinden.
Der britische Polizeioffizier und Theologe Alistair McFadyen stellte 2012 fest: Seit dem 11. September 2001 hätten englischsprachige Theologen zwar Folter an Terrorverdächtigen als Resultat eines vorsätzlich konstruierten Feindbilds kritisiert und abgelehnt, terroristische Feindschaft selbst aber kaum thematisiert. Dieses Schweigen sei als Weigerung verständlich, für einen politischen „Kreuzzug“ im Antiterrorkrieg vereinnahmt zu werden. Das Gebot der Feindesliebe verlange jedoch nicht, reale Feindschaft auszublenden und sich zu weigern, Feinde zu haben; es lasse sich auch nicht auf Gewaltfreiheit reduzieren. Die geforderte Liebe bleibe Feindschaft gegen das Unrecht, das Jesus als das Böse qualifiziere. Die Begriffe Liebe und Feindschaft seien daher nicht einfach als ausschließender Kontrast zu definieren; die paradoxe Spannung zwischen beidem sei auszuhalten. Liebe bedeute Feindschaft gegen jede Dämonisierung und Entmenschlichung, auch die durch Terroristen, die alle Bürger westlicher Staaten unterschiedslos zu Feinden erklärten und zu Opfern machen wollten. Schon der Begriff „Krieg gegen den Terror“ habe ihre Anschläge zu Kriegshandlungen aufgewertet. Sie stattdessen als Straftäter zu verfolgen und einem rechtsstaatlichen Verfahren zuzuführen mache sie für ihre Taten verantwortlich, ohne sie der Rache ihrer Opfer auszusetzen. Es wahre also ihre Würde und gestatte zudem, die Entstehung dieser Feindschaft in früheren Beziehungen zwischen Tätern und Opfern zu betrachten.